# Nemzeti Botanikus Kert
A Nemzeti Botanikus Kert Vácrátóton található botanikus kert, az élő növények leggazdagabb magyarországi gyűjteménye. A 27 hektáros kertben közel 13 000 növényfajt, illetve -fajtát mutatnak be.
A kert nagy részét elfoglaló 3300 cserjét, fafajt valamint fajtát mutatja be a dendrológiai gyűjtemény. Kiemelkedő értéke a kelet-ázsiai fajok mellett a juhar-, bangita-, madárbirs-, hárs- és kőrisfajok nagy száma.
Az évelő-  és  sziklakerti gyűjtemény közel 3000 fajt és fajtát ölel fel. A sziklai növényeken kívül számos pusztai, erdei, ritka havasi növény és kistermetű hagymás virág is megtalálható benne. 
A rendszertani gyűjtemény 90 növénycsalád közel 2500 faját rokonsági és evolúciós szempontok alapján mutatja be. A geometrikus elrendezésű kertrészt gyógy- és fűszernövény bemutató, valamint parasztkerti virágok ágyása is gazdagítja.
Az üvegházi gyűjtemény közel 3000 fajt és fajtát számlál. A gyűjtemény törzsanyagát a kaktuszok és egyéb pozsgások, az orchideák és broméliák, a pálmák, valamint trópusi haszon- és dísznövények alkotják. 
A kert a település központi részén helyezkedik el, közvetlenül a Vác-Gödöllő közti 2104-es út mentén.
A botanikus kert térképe a kert honlapján

## A kert története

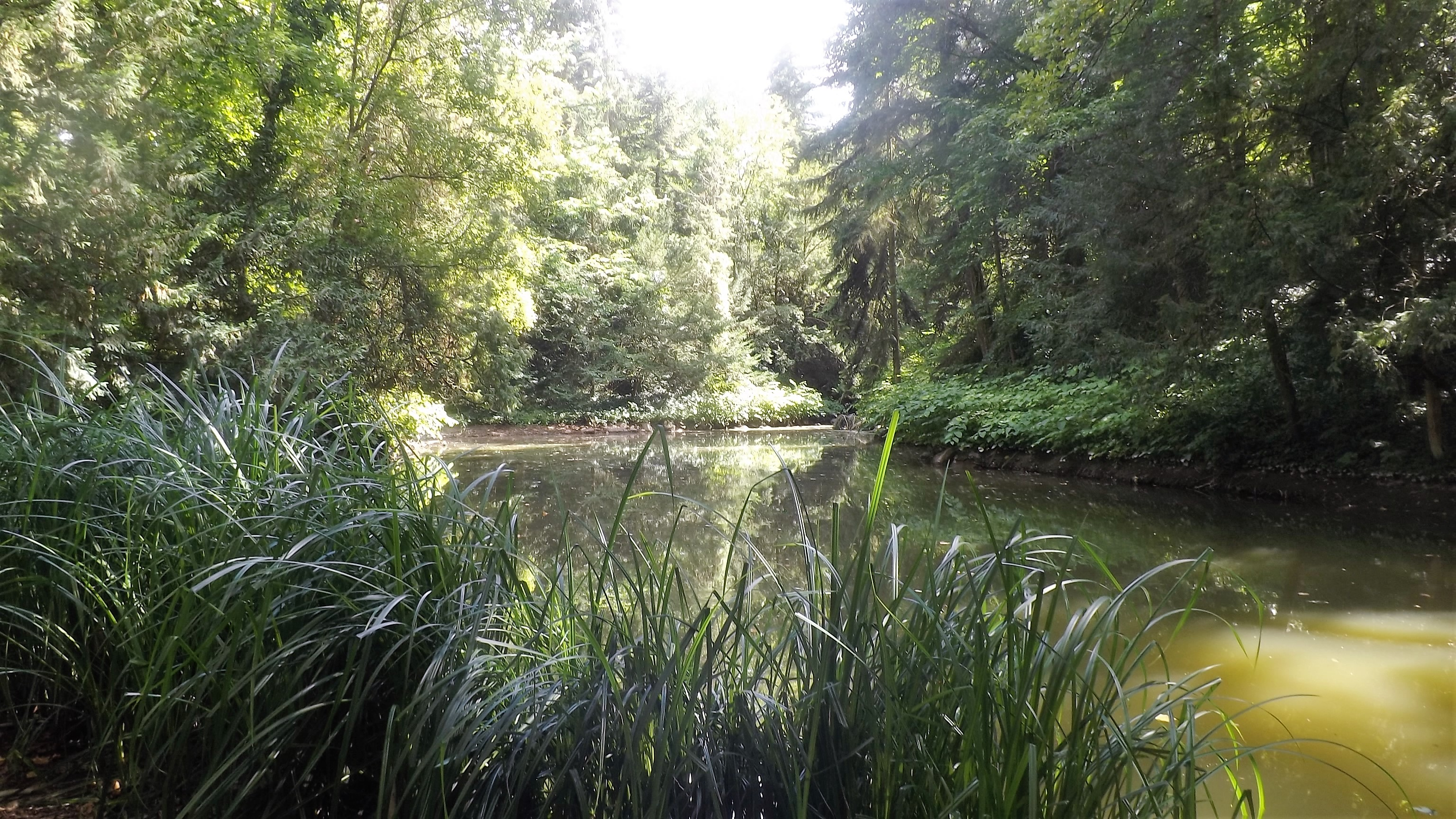
Botanikus kert részlete, Vácrátót

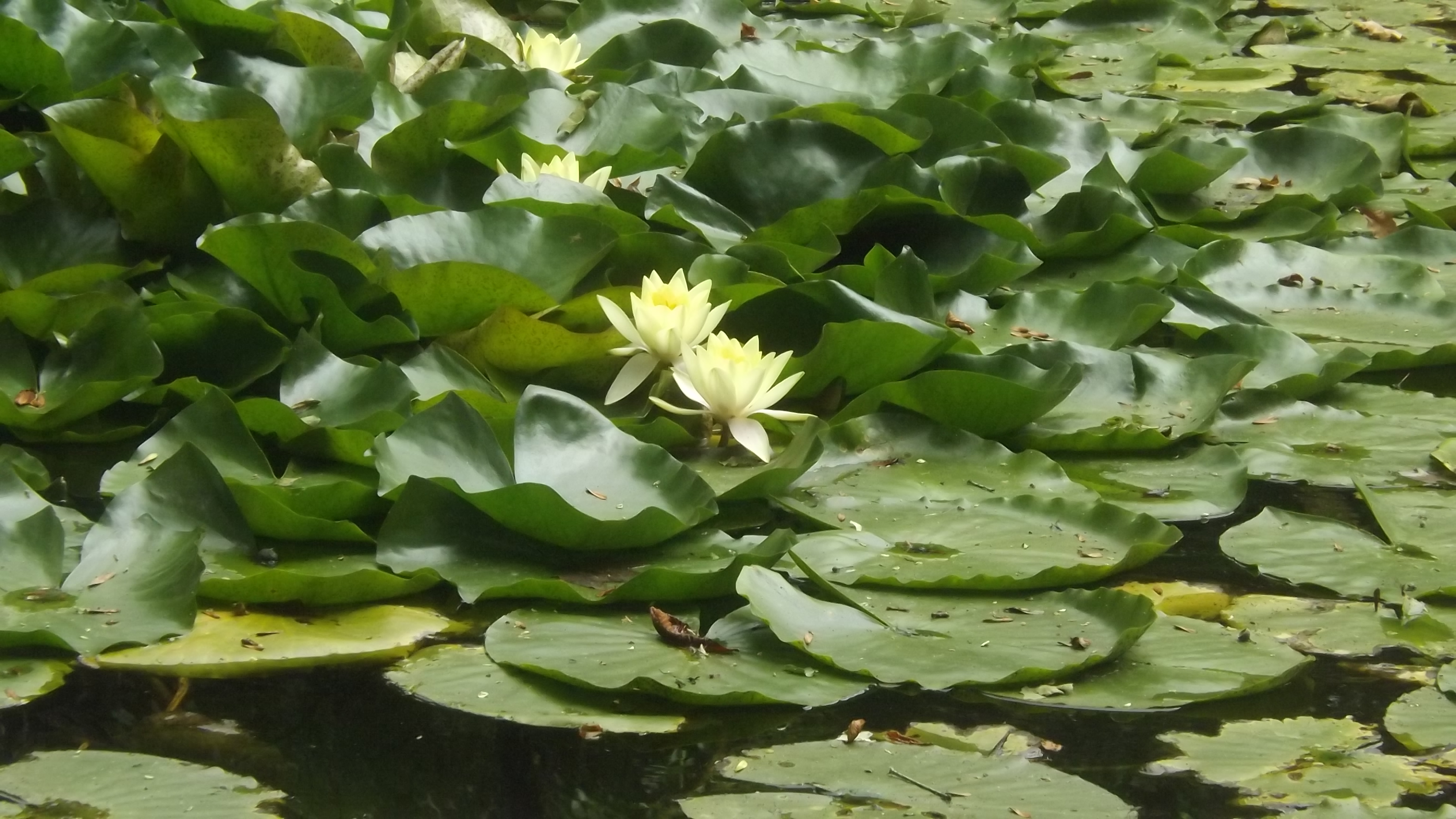
Vácrátóti arborétum, tündérrózsák

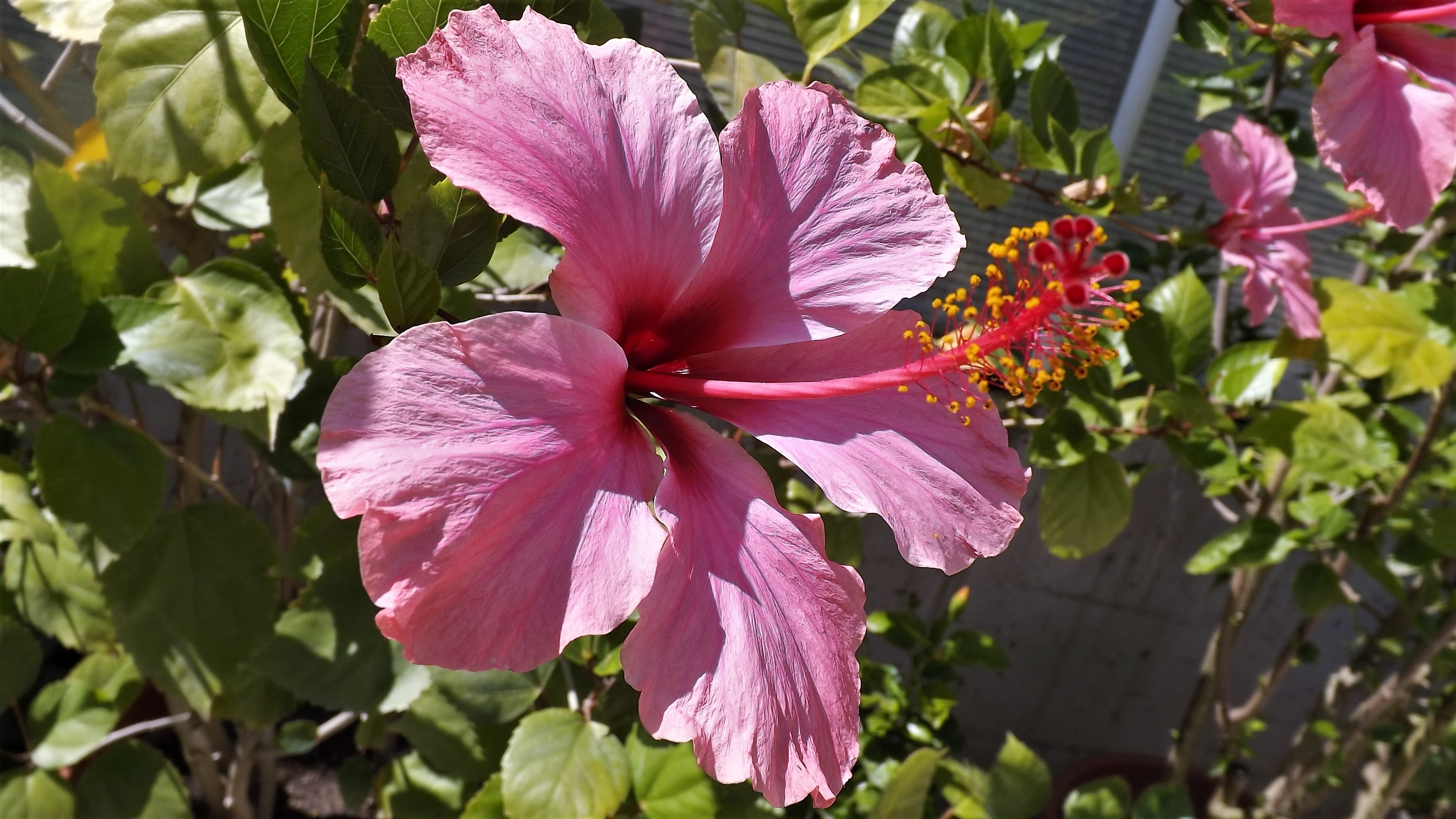
Hybiscusváltozat

A botanikus kert a vácrátóti kastélyparkból alakult ki. Ennek építtetőjét és tervezőjét nem ismerjük; valószínűsítik, hogy Géczy István referendárius, Vácrátót akkori birtokosa a 18. század végén és a 19. század első harmadában épült magyarországi angolkertek (Tata, Kismarton, Alcsút, a közeli Fót) mintájára telepíttette. A kertről az első írásos adat 1827-ben kelt.
Az 1842-ben készült katonai térképen jól láthatók a kert mai körvonalai, a kanyargós utak, a tisztások, a ligetszerű facsoportok és a tó.
1846 őszén az eladósodott Géczy család a rátóti birtokot 300 000 pengő forintért eladta nagyszentmiklósi Nákó Sándor grófnak, majd a Nákó család 1852-ben a bécsi skót bencéseknek. 1856-ban az angolkert területe 55 524 négyszögöl volt.

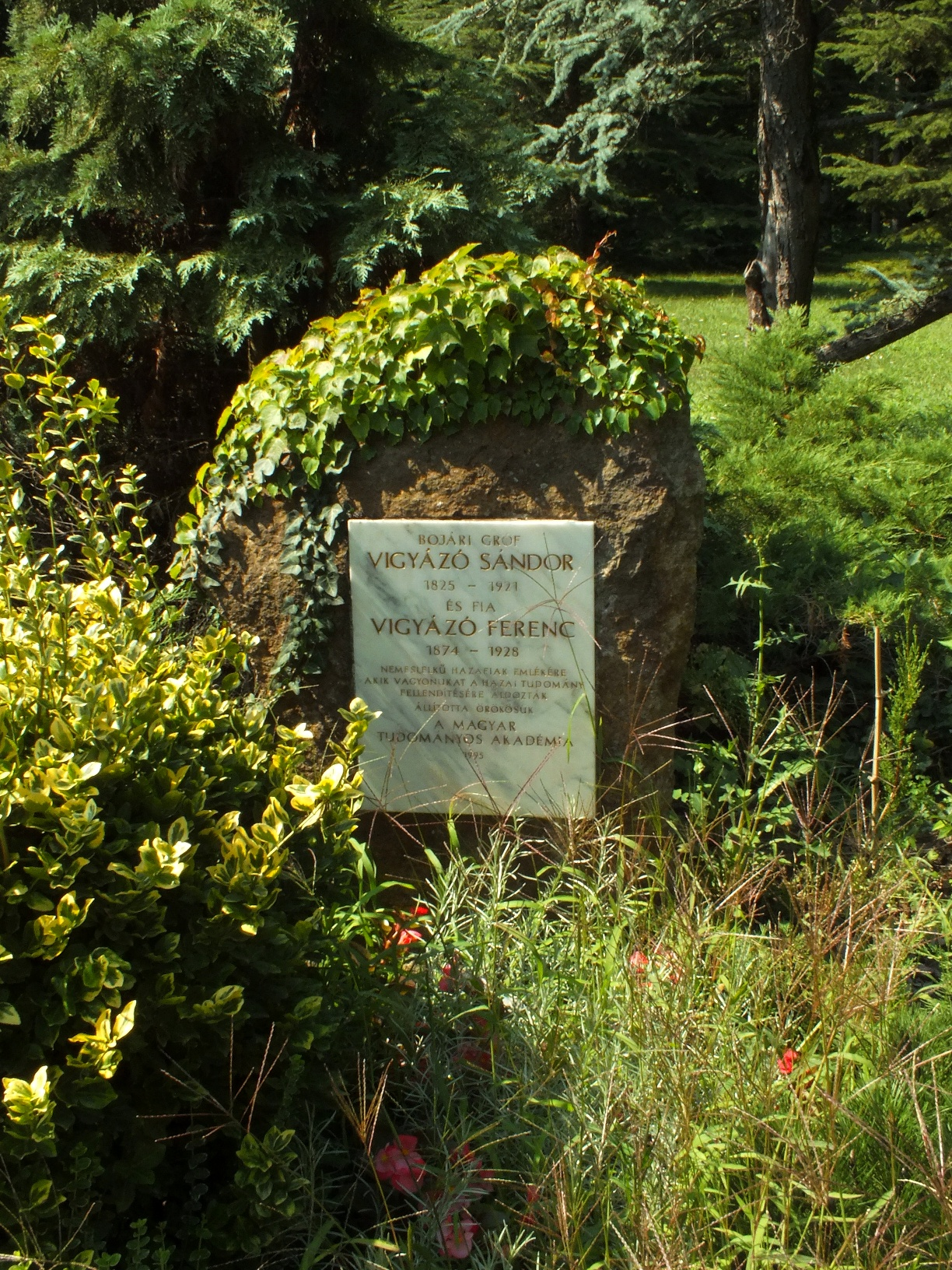
Vigyázó Sándor és Vigyázó Ferenc emléktáblája

A rátóti birtokot 1871-ben Vigyázó Sándor gróf vásárolta meg. Ő az akkoriban Alcsúton dolgozó Jámbor Vilmos ismert kertépítészt bízta meg a felújítás megtervezésével. A munkákat 1872 tavaszán kezdték el a cseh Band Henrik irányításával, és csak a századforduló után fejezték be. 1873 tavaszától 1913-ban bekövetkezett haláláig Band Henrik volt a főkertész.

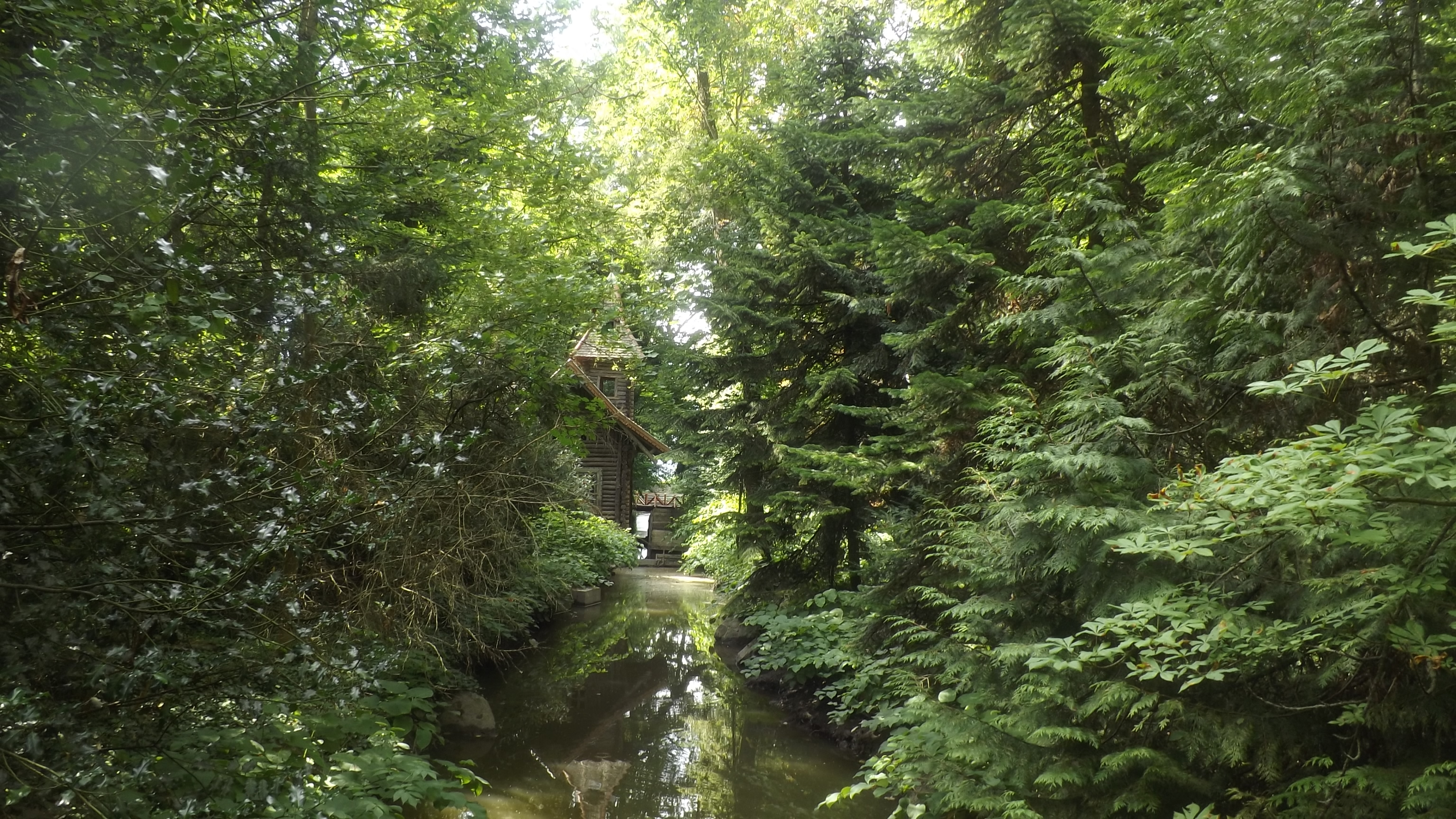
Botanikus kert részlete

A természetet utánzó tájképi kertet dendrológiai parkká, gyűjteményes kertté varázsolták, beleszőve a szentimentális stíluskorszak motívumait. A kerten átfolyó Sződ–Rákos-patak vizét felhasználva és a régi nagy tavat is bevonva tórendszert alakítottak ki; a kitermelt földdel a lankás domboldalakat tették változatosabbá. Az építéséhez szükséges homok-, mészkő- és dolomittömböket a Vác fölötti Naszály hegyről szállították ide. A sokszor 10-15 mázsás kövekből sziklacsoportokat, sziklás hegyoldalakat formáltak. A patak partját sziklákkal rakták ki, hogy természetesebbnek tűnjön. A romantikus hangulatot fokozta a patak partjára épített vízimalom – ezt a II. világháború előtt itt forgatott film címe után ma is „zenélő malomnak” hívják. A romantika jegyében készült a Ferenc-halom nevű domb, a Sziklás-tó a pompás vízeséssel és a barlangszerű alagút, miként a szigeten elhelyezett gótikus műromok is.
Az ártéri keményfaligetnek csak nyomai maradtak meg a patak mentén (néhány matuzsálem korú, hatalmas fa). A terület többi részén meghagyták a század 30-as éveiben telepített növényeket (platán, törökmogyoró, tulipánfa, ezüst juhar, fekete dió, ostorfa, közönséges pagodafa, lepényfa stb.). A kitisztított területek talaját feljavították, majd észak-amerikai és kelet-ázsiai lomblevelű és örökzöld fákat, cserjéket telepítettek – de ezeknek mára hírmondója sem maradt. A cserjecsoportok közé és a fák alá virágos évelő növényeket, a nedvesebb helyekre és a patak partjára páfrányokat ültettek. A kastély előtti pázsitot a századforduló körül divatos szőnyegágyakkal (pleasure ground) díszítették. A Sziklás-tó fölötti meredek domboldalakat sziklakertnek képezték ki.
Az üvegházi gyűjteményt az 1880-as években az országos kertészeti kiállításokon több oklevéllel ismerték el.
Mágócsy-Dietz Sándor, a pesti egyetem egykori botanikaprofesszora szerint: „Legnagyobb benyomást kelt még a laikusban is, és még inkább a kertkedvelőkben a fás növényzet nagy változatossága… A hatalmasan fejlődött erdőszerű ligetek területét és alja növényzetét a legkülönbözőbb cserjék alkotják.” Vajon mit írt volna a professzor, ha húsz évvel korábban látogatja meg a kertet, amikor az még teljes díszében volt?

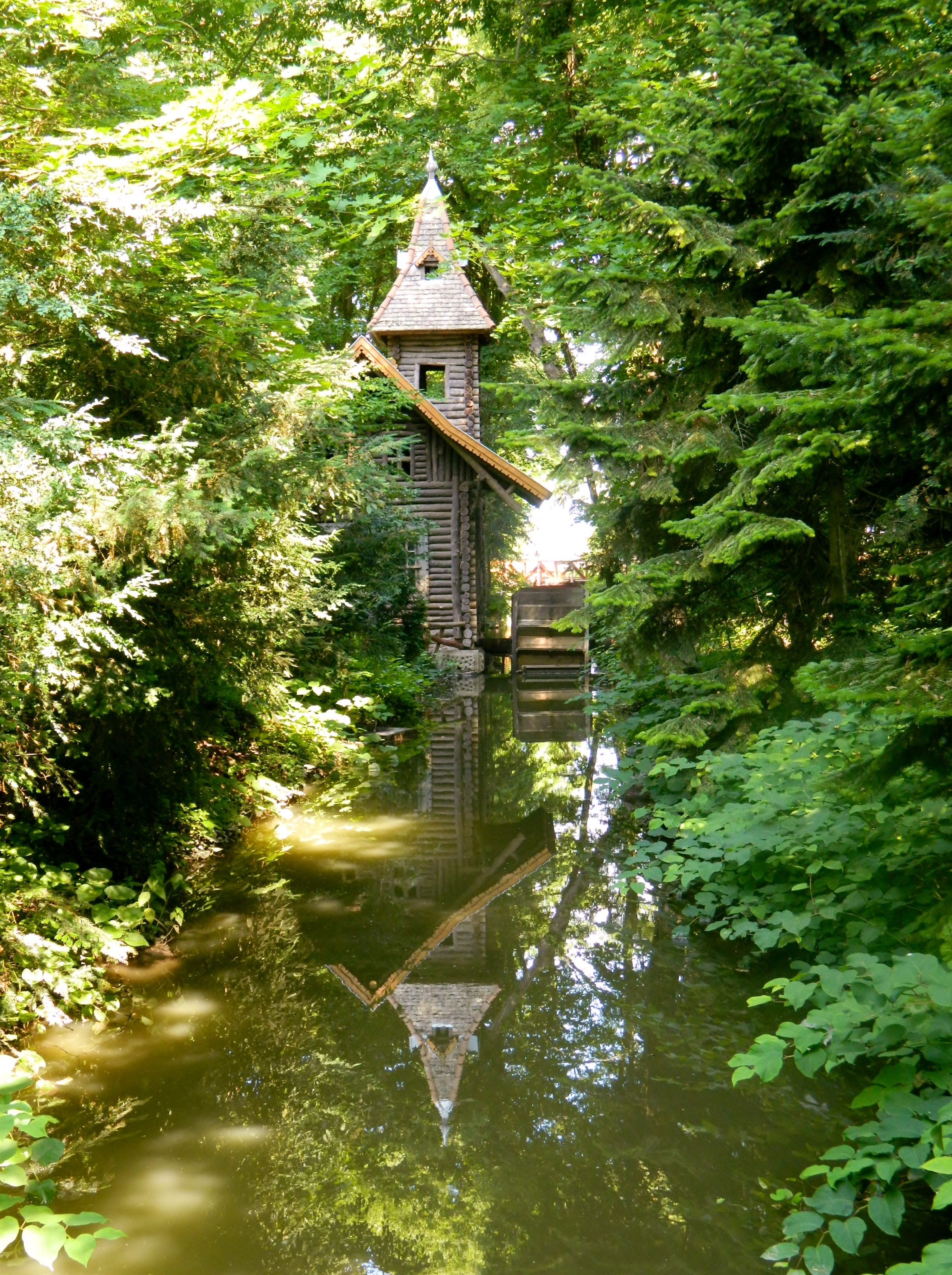
A "zenélő malom"

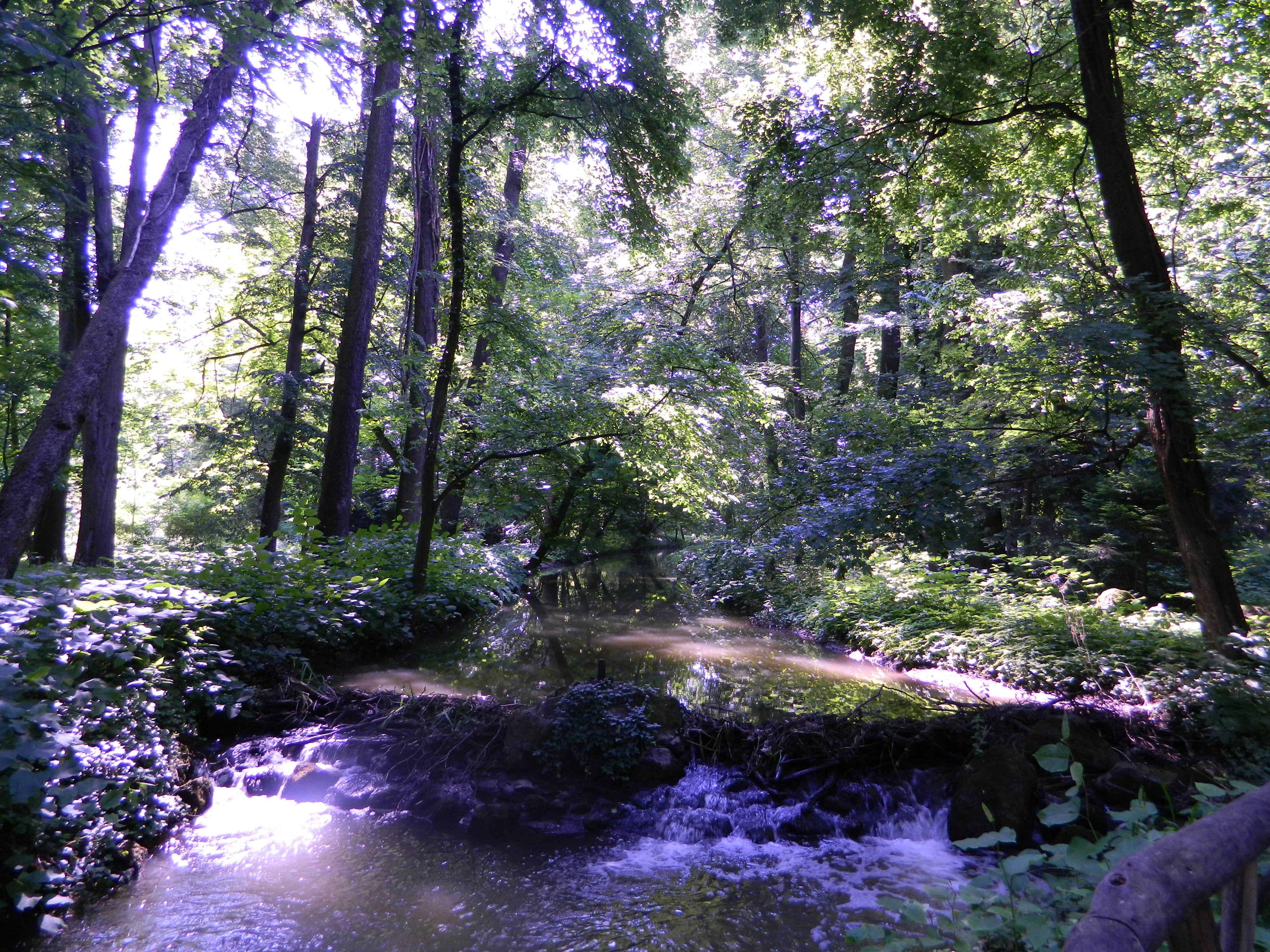
A Sződ–Rákos-patak a Nemzeti Botanikus Kertben

Vigyázó Sándor úgy végrendelkezett, hogy ha a család fiú utód nélkül maradna, akkor a hatalmas vagyon általános örököse a Magyar Tudományos Akadémia legyen. Apja halálának évében, 1921-ben hasonló szellemben végrendelkezett fia, Vigyázó Ferenc is, hozzátéve, hogy „a vácrátóti kastély és kert öregbítendő mai állagában, mint bojári gr. Vigyázó Sándor kastély és kert“.
Vigyázó Ferenc nem alapított családot, és 1928. július végén elhunyt; az elhanyagolt rátóti kastélypark a Magyar Tudományos Akadémia tulajdonába került, de az Akadémia nem vállalkozott fenntartására, ezért a köteles rész fejében visszaadta azt Vigyázó Sándor unokájának, Bolza Mariettának, miután Bolzáék sikeresen megtámadták a végrendeletet. Gróf Zichy Domokosné Bolza Marietta 1936 őszén Debreczeni Sándor pesti ügyvédnek adta el a kastélyt és a parkot. Az új tulajdonosok kezében az értékes növénygyűjtemények tönkrementek. A pusztuló fenyvest kivágatták, helyette 11 kataszteri holdon gyümölcsöst telepítettek. Az 1930-as évek végén rossznak ítélt állaga miatt lebontották a kastélyt is, és helyére a ma is álló földszintes udvarházszerű kúriát építettek.
A második világháború alatt és különösen utána sokat károsodott a közben gazdátlanná vált kert. 1946 májusában az Országos Természettudományi Múzeum kapta meg, hogy benne botanikus kertet és növénykísérleti állomást létesítsen. Az újjáépítés vontatottan indult, amíg 1949 tavaszán Szemes Gábor át nem vette a Biológiai Állomás és Természetvédelmi Park vezetését.
A mai botanikus kert alapjait Pénzes Antal rakta le. 1952. január 1-jén az állomást a Magyar Tudományos Akadémia vette át, és megalapította az MTA Botanikai Kutatóintézetét. A botanikus kert alapvető feladatául azt tűzték ki, hogy növényeket neveljen elő a Hűvösvölgybe tervezett, de soha meg nem épített Központi Botanikus Kertnek. 1954-ben Zólyomi Bálint akadémikust nevezték ki igazgatónak, a botanikus kert irányítását pedig Ujvárosi Miklós igazgatóhelyettesre bízták.
A múlt században készült kerttervet felhasználva helyreállították az eredeti úthálózatot, kivágták a gyomfákat és bozótot, nagyarányú szaporításba kezdtek a több évtizede pusztuló növényzet pótlására.
A megszüntetett Debrecen-Pallagi Agrobotanikus Kert növényeit felhasználva 1953–1954 között közel 1,5 hektáron, egy pusztuló gyümölcsös helyén alakították ki a rendszertani növénygyűjteményt, amely Soó Rezső fejlődéstörténeti rendszere alapján mutatja be a virágos növények törzsfejlődését.
1954-ben, nemzetközi magcserével kezdték szaporítani a fákat és cserjéket. A fejlődő botanikus kertet szaporítóanyaggal, csemetékkel segítették a hazai társintézmények, arborétumok, faiskolák is.
1955-ben kezdték kialakítani a sziklakerti gyűjteményt az üvegház előtti szaporító telepen. A régi sziklakertek felújítása a Sziklás-tó meredek domboldalain túl költségesnek tűnt, ezért 1969–1973 között új, kisebb sziklakertet építettek.
1953-ban ugyan építettek egy félig földbe süllyesztett kis üvegház néhány melegággyal, de ez a szabadföldi növények szaporítására és a hidegházi növények teleltetésére is kevésnek bizonyult, ezért 1955-ben építettek egy másikat is. Az első jelentősebb, melegvízzel fűtött üvegház csak 1958 januárjára készült el.
1961-ben készült el a szaporítóház és az orchideaház. 1964-ben egy gépszínt alakítottak át üvegháznak a mediterrán, ausztráliai és új-zélandi növények átteleltetésére. 1969 őszén készült el a hidegház, amit 1997-ben felújítottak és bővítettek. Ez Magyarország legnagyobb teleltetőháza.

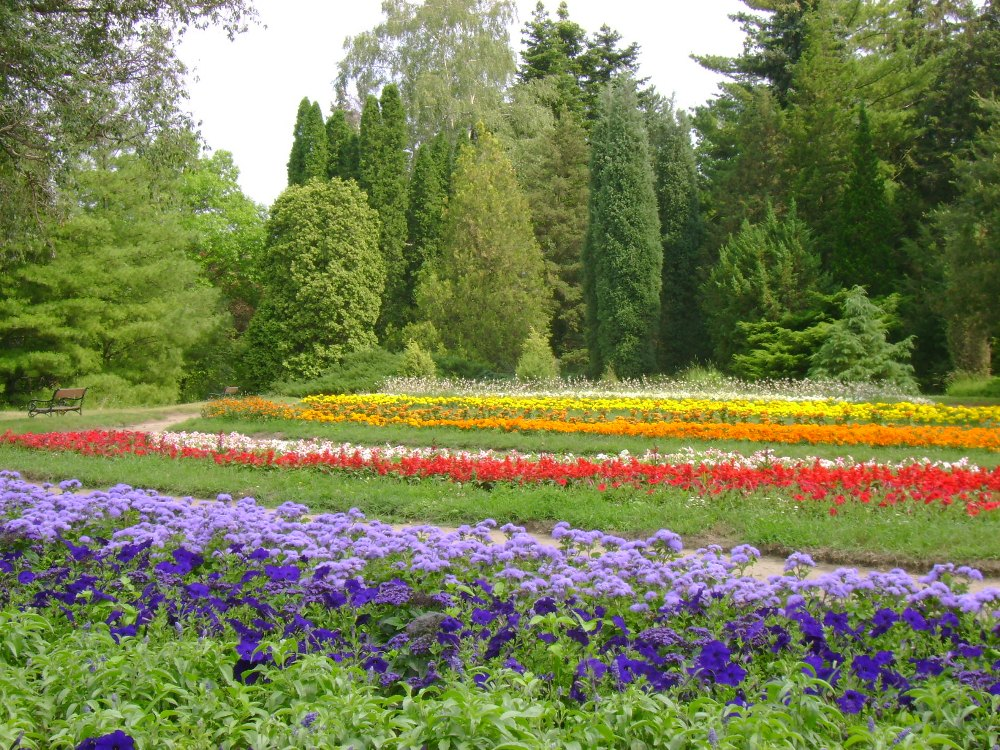

1959–60-ban kitisztították az eliszaposodott tavakat, patakmedret, és a terület feltöltésére használták a kitermelt iszapot. A vizek fölé új műtárgyak, fahidakat építettek. 1961. május 1-jén megnyitották a kertet a nagyközönség számára is. Az első évben csak 6000 látogató volt, de a 70-es évek derekán már évi 110–130 ezer. Az 1963-as tavaszi árvíz okozta károk helyreállítása több évig tartott.
Zólyomi Bálint nyugdíjba vonulása után Berczik Árpád került a kutatóintézet élére, amit egyúttal újabb osztállyal – a Magyar Dunakutató Állomással – bővítettek. Az 1970-es években mintegy felére csökkent a kerti dolgozók száma, a kert szinten tartása egyre nehezebb lett.
Az 1980-90-es években újra burkolták az üvegházakhoz vezető utat, kijavították az omladozó kőkerítést, korszerűsítették a kerti öntözőrendszert, iszaptalanították a tórendszert. Az új pálmaház háromhajós, alacsonyabb része 1985-ben, a 15 m magas főhajó 1987 végére készült el.
Renoválták a szentimentális tájképi kertstílus jellegzetes elemeit (vízimalom, műrom). Az ezredfordulóra újraácsolták a kerti hidakat, lecserélték a betonlábas kerti padokat. A műemlék kovácsoltvas díszkaput 2005-ben újították fel, a látogatók tájékoztatására új térképeket és szemléltető táblákat helyeztek ki. 2007-ben új látogatóközpont, a Berkenyeház nyitotta meg kapuit a kert területén. 
2010-ben indították el az 5 éves Life+, vagyis a vadon élő növények génbanki megőrzéséért programot az Európai Unió és a Vidékfejlesztési Minisztérium támogatásával. A Pannon Magbank keretében a magminták bázis és aktív tárolás keretében kerülnek megőrzésre Tápiószelén. Az aktív gyűjtemény duplikátumai Vácrátóton kerülnek elhelyezésre. A projekthez kapcsolódó kiállítás 2013-ban készült el, játékos formában szól a projektről és a maggyűjtés fontosságáról.
2012 januárjától a kutatóintézet az MTA Ökológiai Kutatóközpont része, amelynek főigazgatója Báldi András
Zólyomi Bálintot sorra:
- Berczik Árpád,
- Kovácsné Láng Edit,
- Borhidi Attila,
- Vida Gábor,
- Török Katalin követte a kutatóintézet élén.

Az 1978-ban nyugállományba vonult Ujvárosi Miklós után a botanikus kert vezetői sorrendben:
- Pócs Tamás,
- Borhidi Attila,
- Kereszty Zoltán,
- Kósa Géza (2002-2019).
- Zsigmond Vince (2019 óta)

## A kert gyűjteményei

### Növényrendszertani gyűjtemény

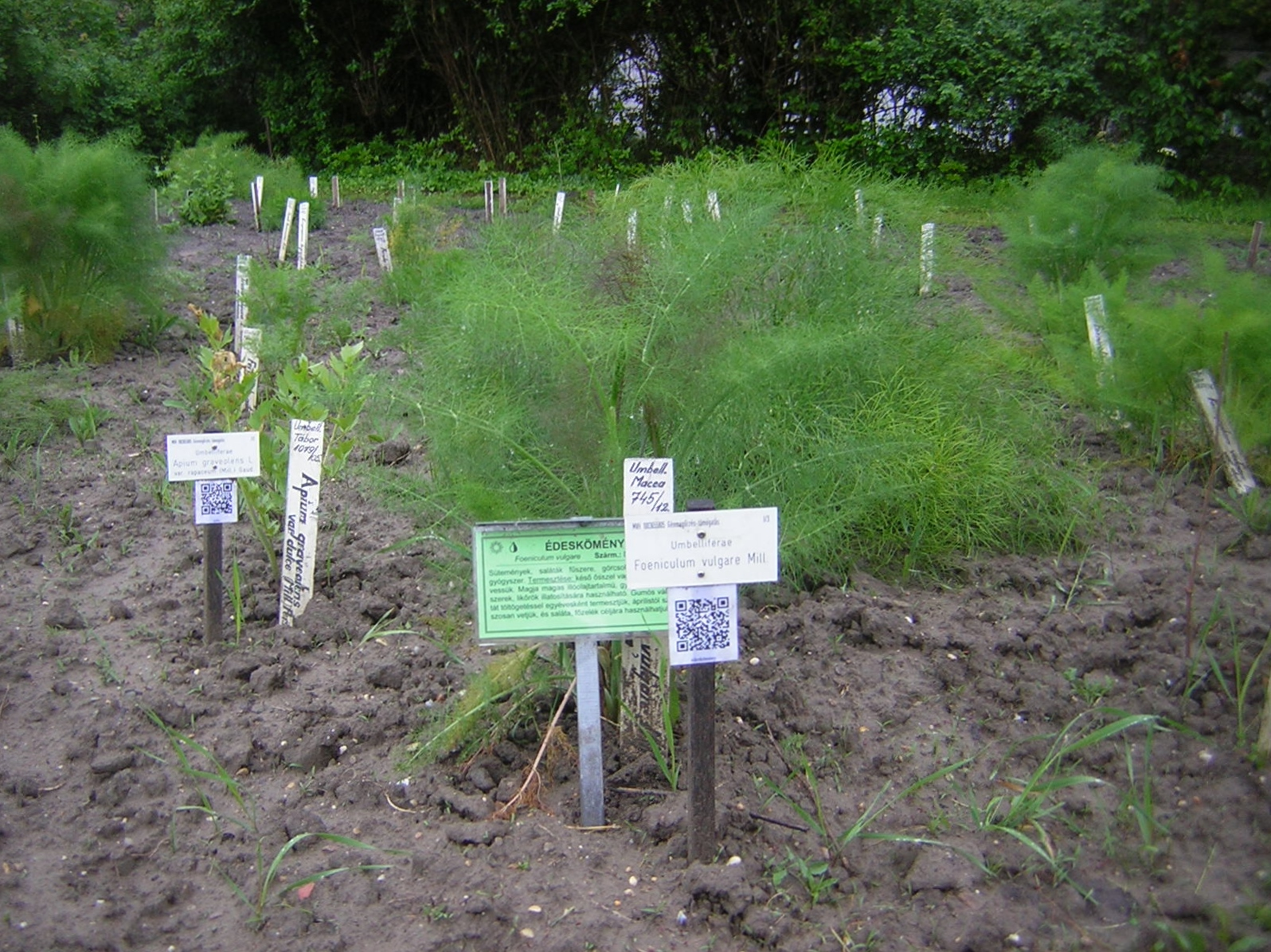
A növényrendszertani gyűjtemény részlete

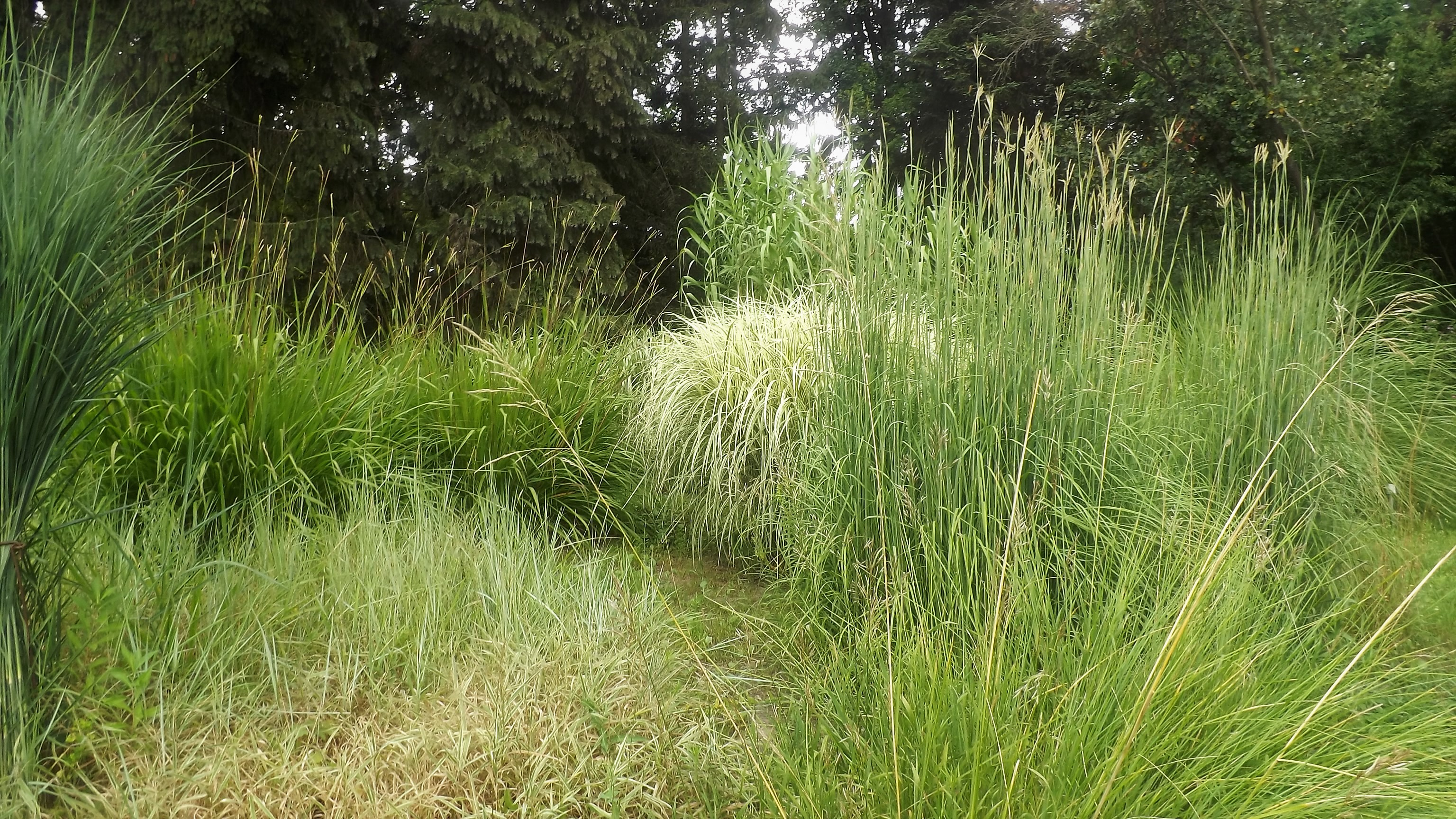
A növényrendszertani gyűjtemény egy részlete

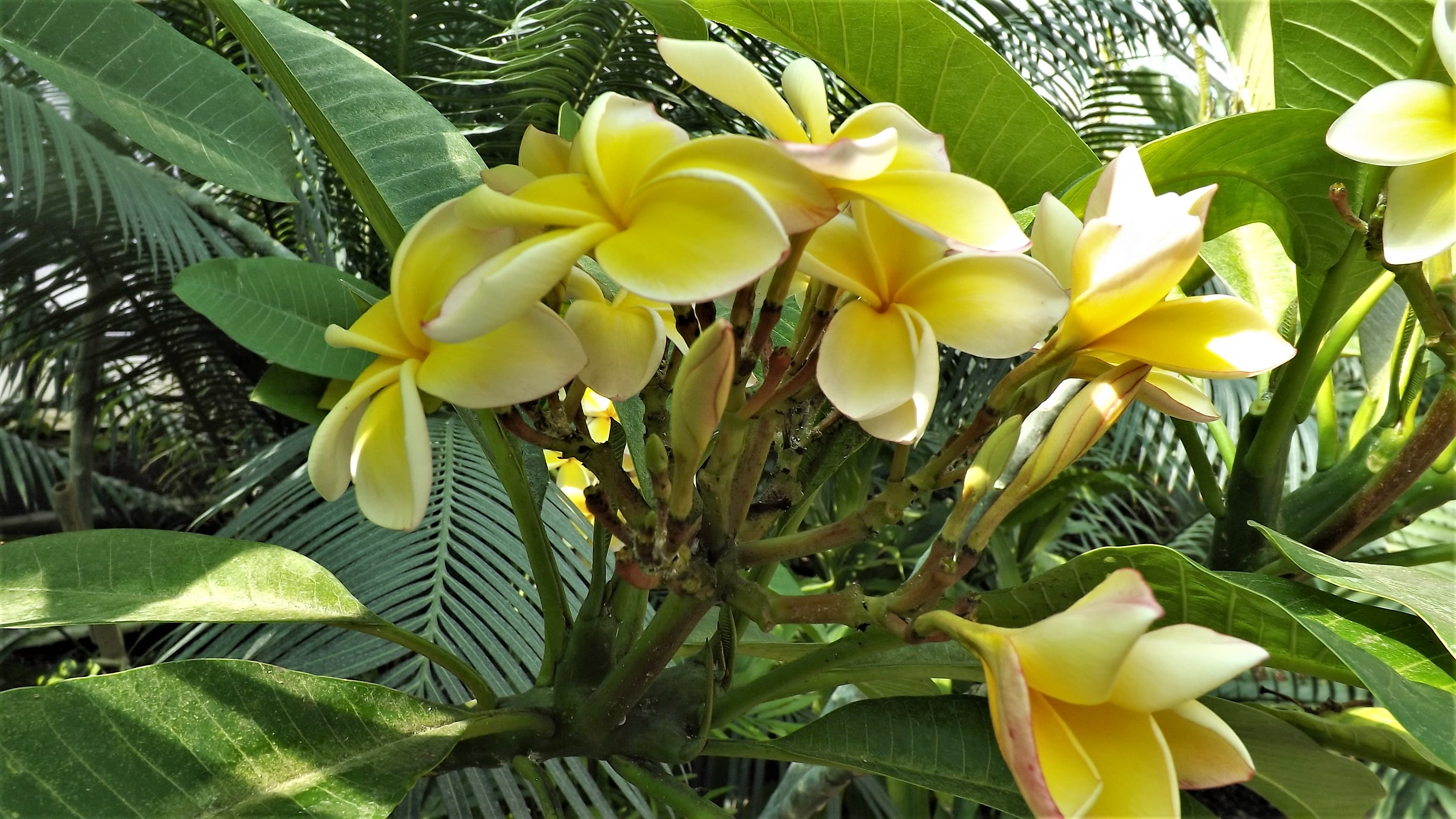
Vácrátót, üvegház

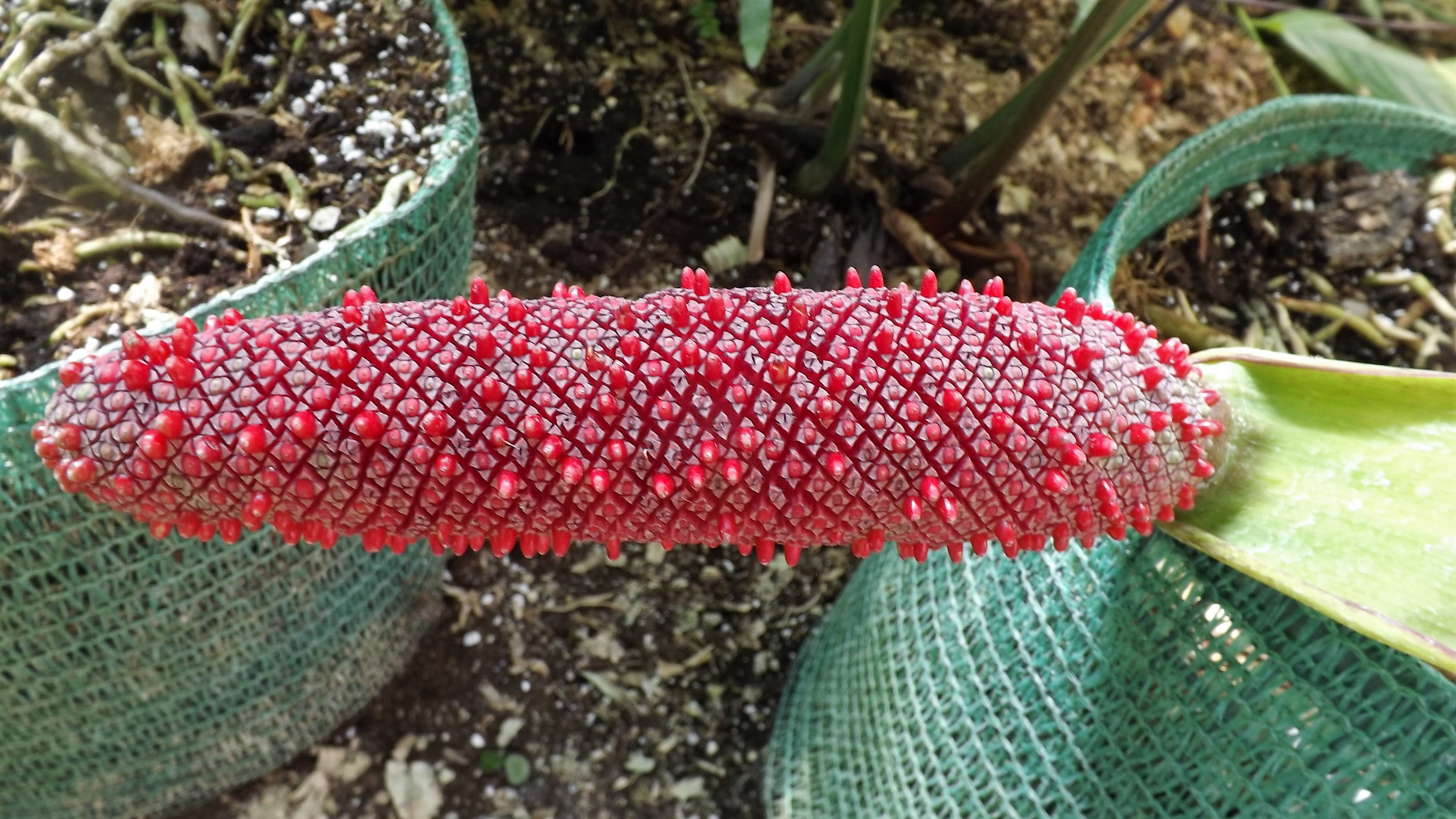
Üvegházi részlet, Vácrátót

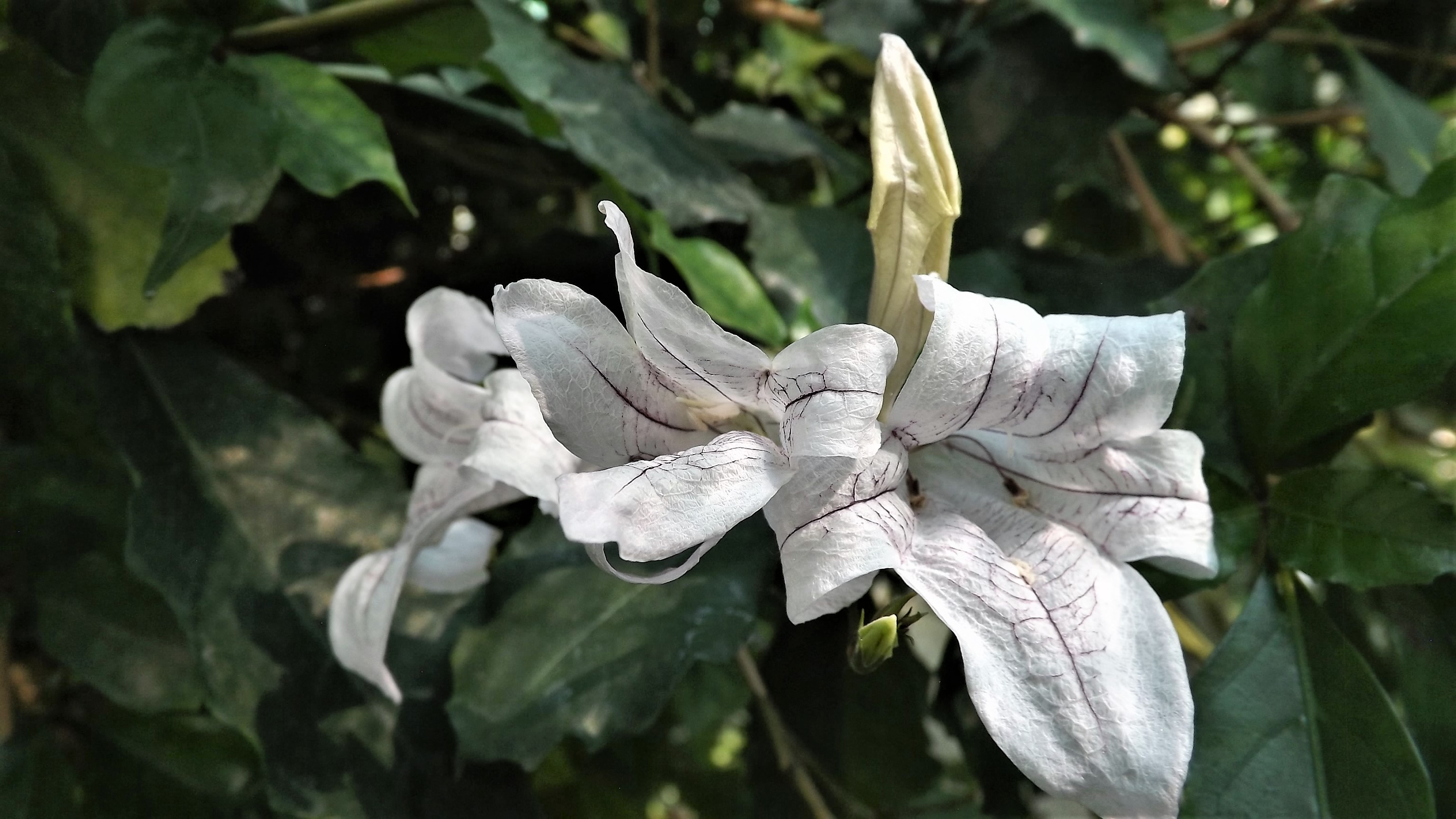
Üvegházi részlet, Vácrátót

Másfél hektáron 3000 virágos növényfajt és -fajtát vonultat fel az ország leggazdagabb szabadtéri rendszertani gyűjteménye, amit Ujvárosi Miklós kezdett kialakítani Soó Rezső fejlődéstörténeti rendszere alapján. A domb tetejére ültették a sok ősi bélyeggel rendelkező borbolyaféléket (Berberidaceae) és boglárkaféléket (Ranunculaceae), majd innen sugárirányban távolodva következnek a törzsfejlődésben fiatalabb családok. Az ágazatokat a dombról induló sugárutak választják el.
A kultúrnövények számára két ágyást alakítottak ki: az egyikben a gyógy-, a fűszer- és a zöldségnövények, a másikban aromás illatú növények láthatók.
A növényrendszertani gyűjtemény felosztása a botanikus kert honlapján

### Dendrológiai gyűjtemény
A botanikus kert jelenleg 3300 dendrotaxonnal, s ezzel Magyarország legfajgazdagabb dendrológiai gyűjteményével rendelkezik, melyből több mint 1500 taxont tartanak nyilván a hazai génmegőrzési programban. Elsősorban a természetes élőhelyek fajait gyűjtik, de kertészeti fajták is előfordulnak. Találkozhatunk itt számos, az országban is és Európában is ritkaságnak számító fajjal, a mérsékelt égöv minden részéről (különlegességként számos Közép- és Kelet-Ázsiából) származó fa- és cserjefajokkal, de láthatunk a kertben a 19. században sarjadt faóriásokat is. A kert ad otthont a madárbirs, juhar, hárs, kőris, bangita Nemzeti Gyűjteménynek is.

### Üvegházi gyűjtemény
Az üvegházi gyűjtemény közel 3000 fajt, fajtát és változatot számlál, minden jellegzetes forró égövi növénycsoport gazdagon képviselteti magát benne. A növények hő-, nedvesség-, pára- és fényigény szerint külön-külön házakban nyertek elhelyezést. 
Két üvegház, a Trópusi- és pálmaház, illetve a Kaktusz- és pozsgásház látogatható.

## Üvegházi gyűjtemény

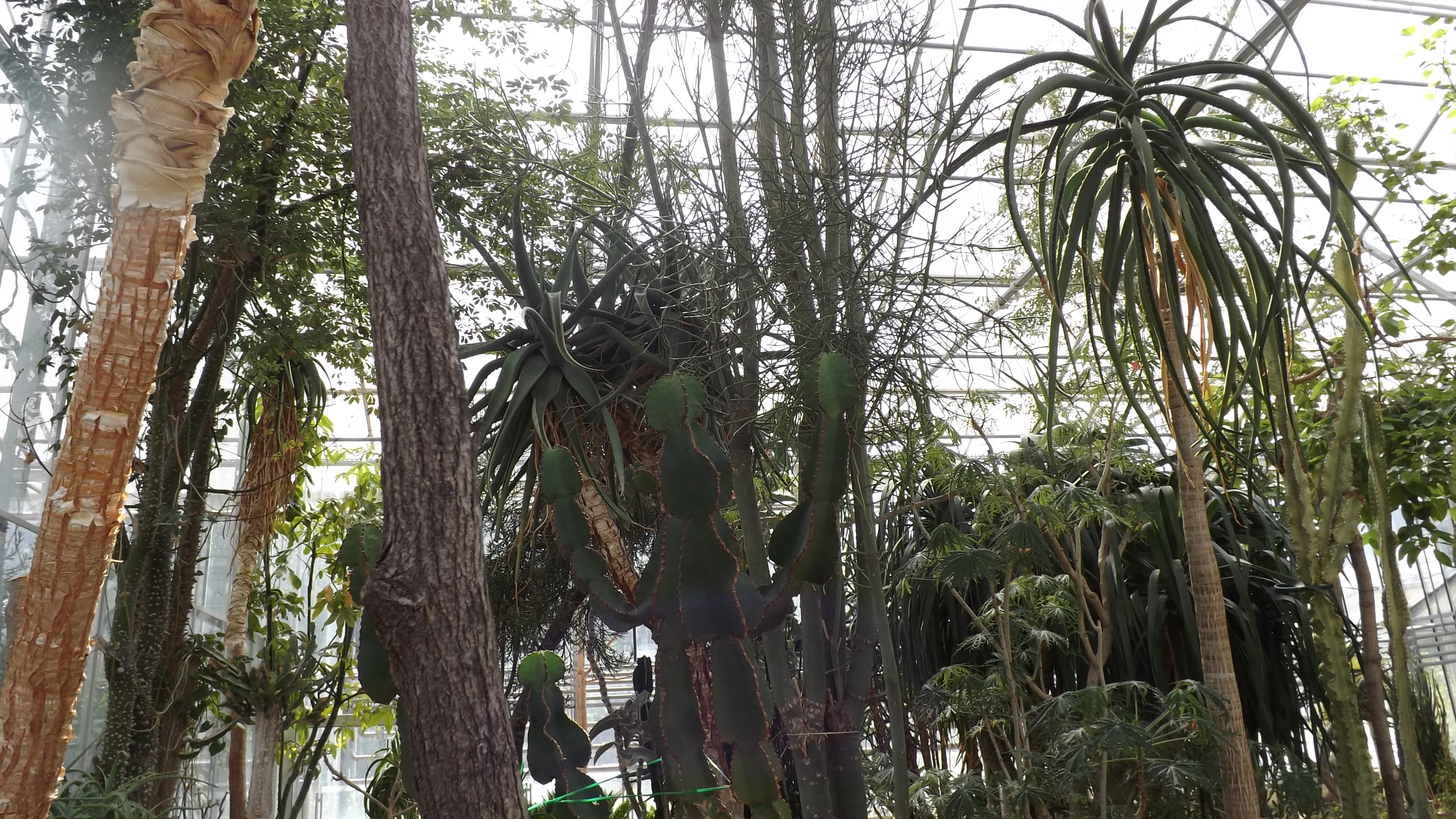
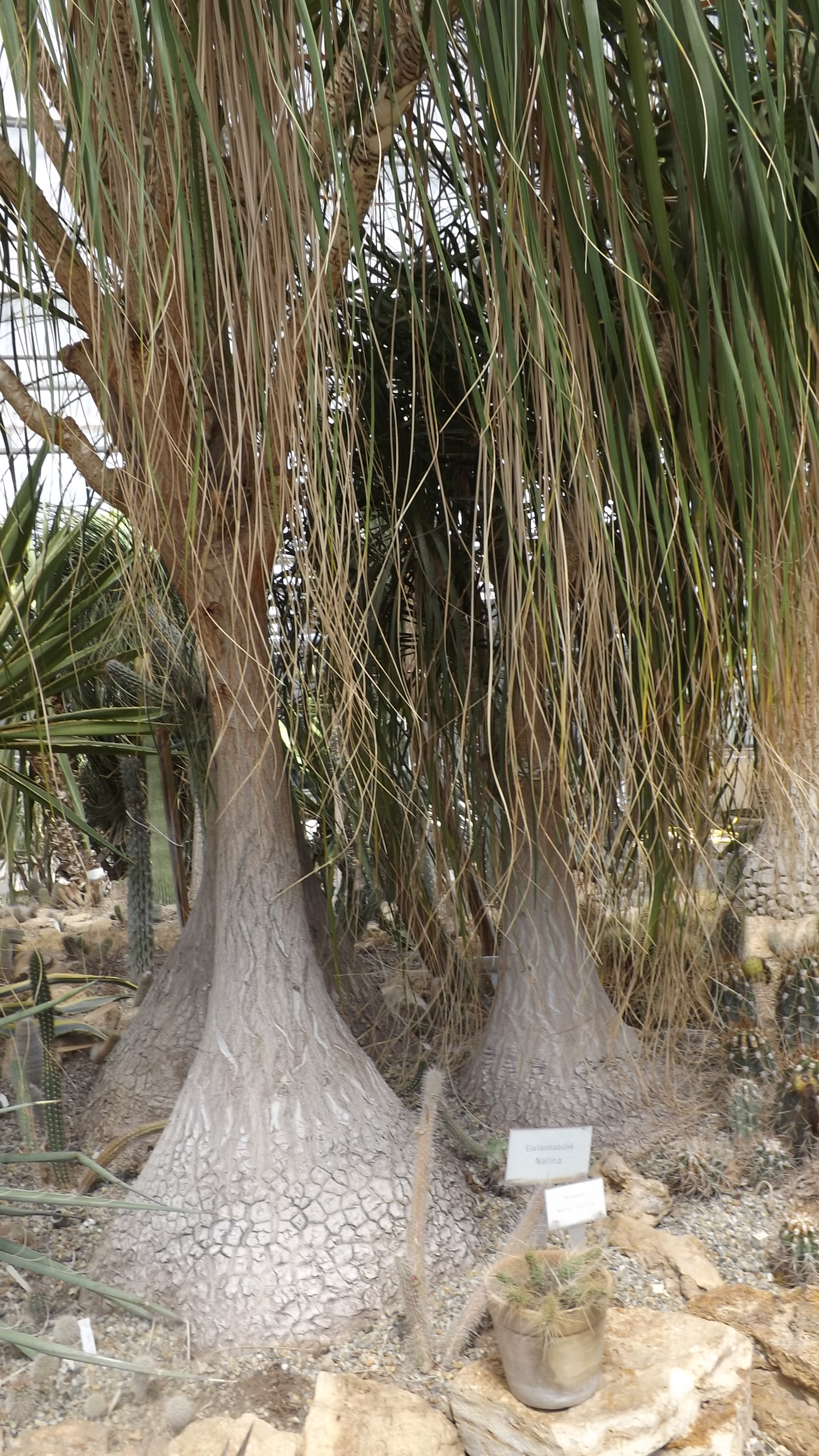
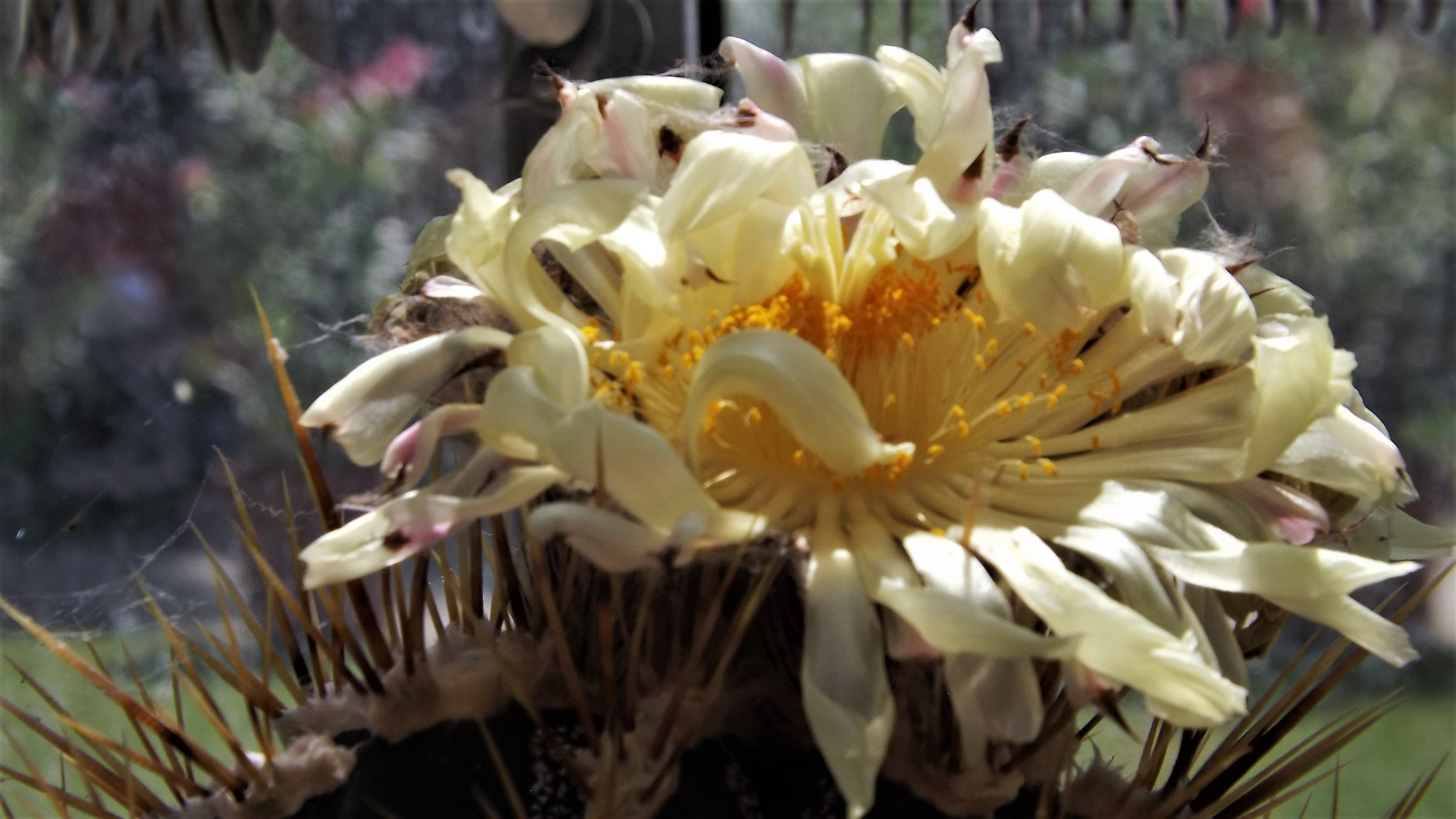
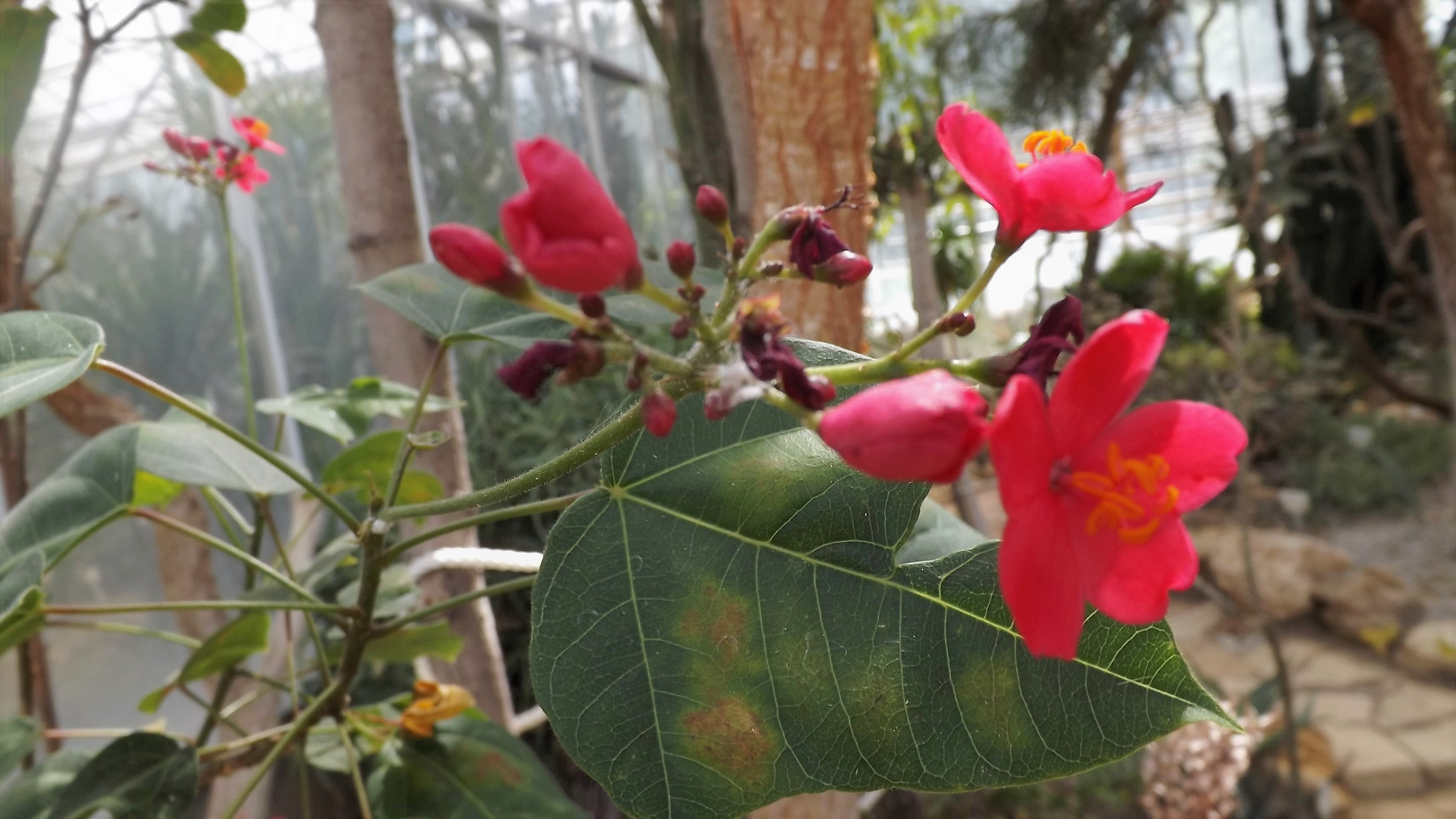
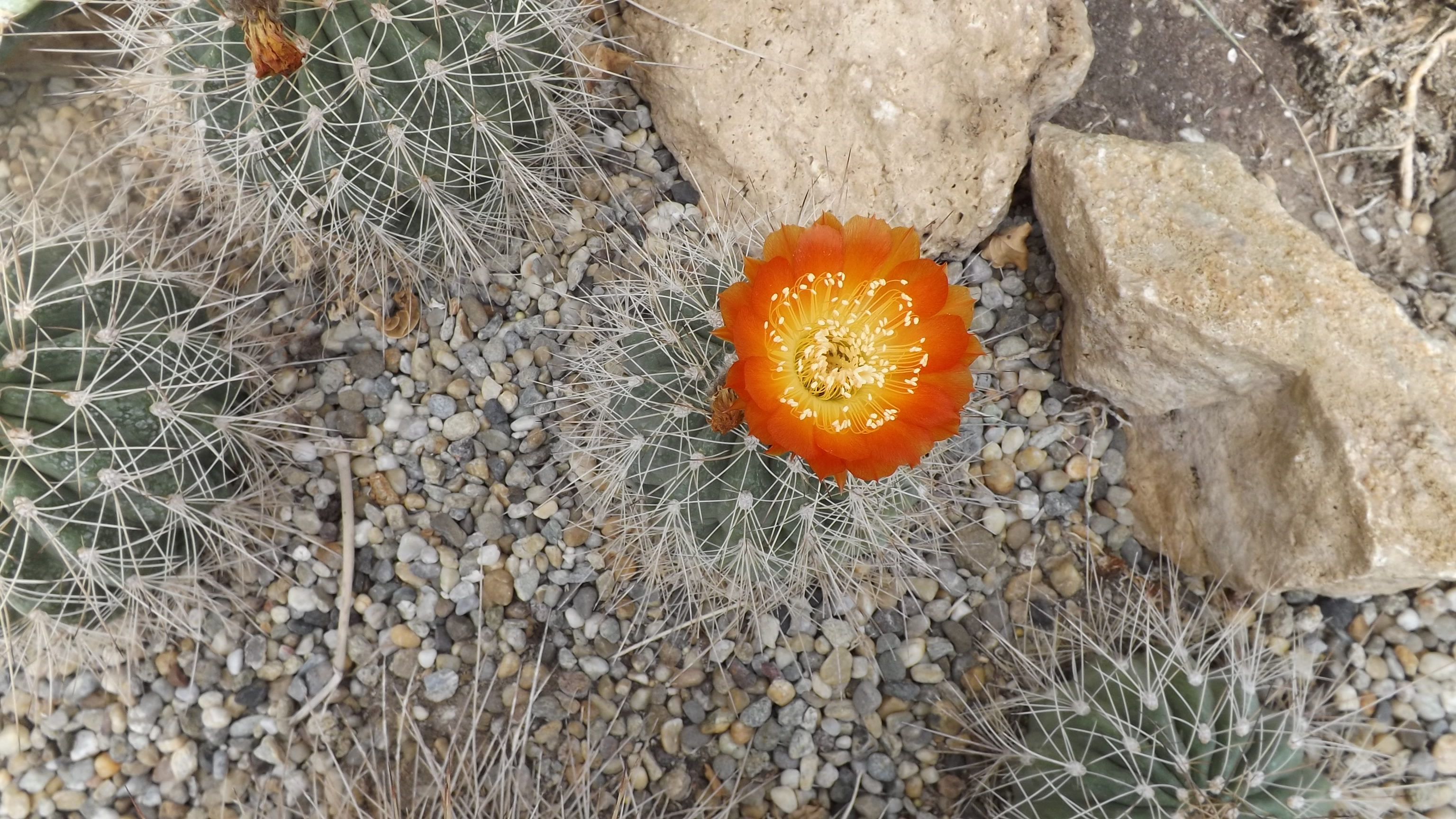
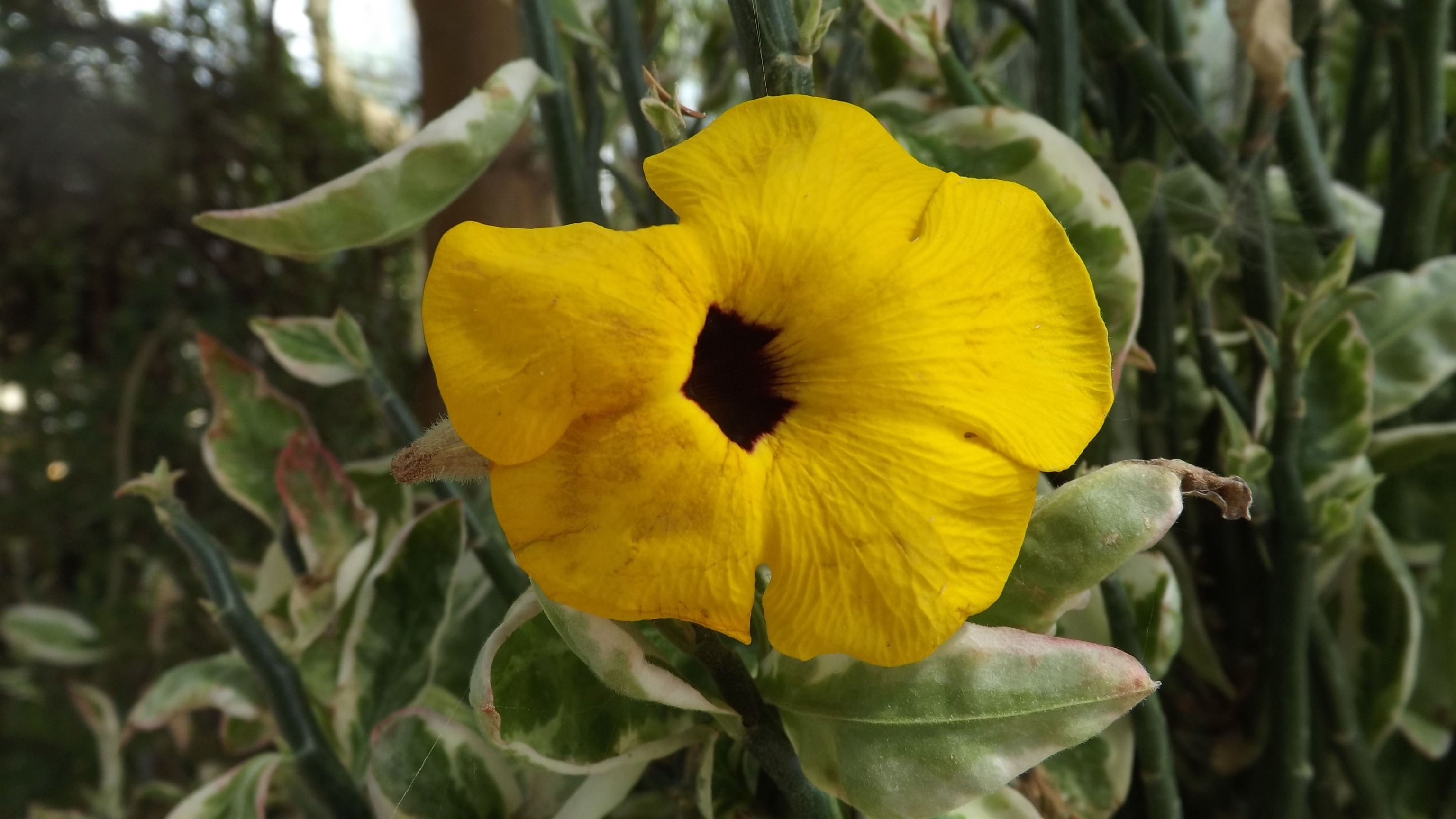
Ördögcsáklya (Uncarina grandidieri)
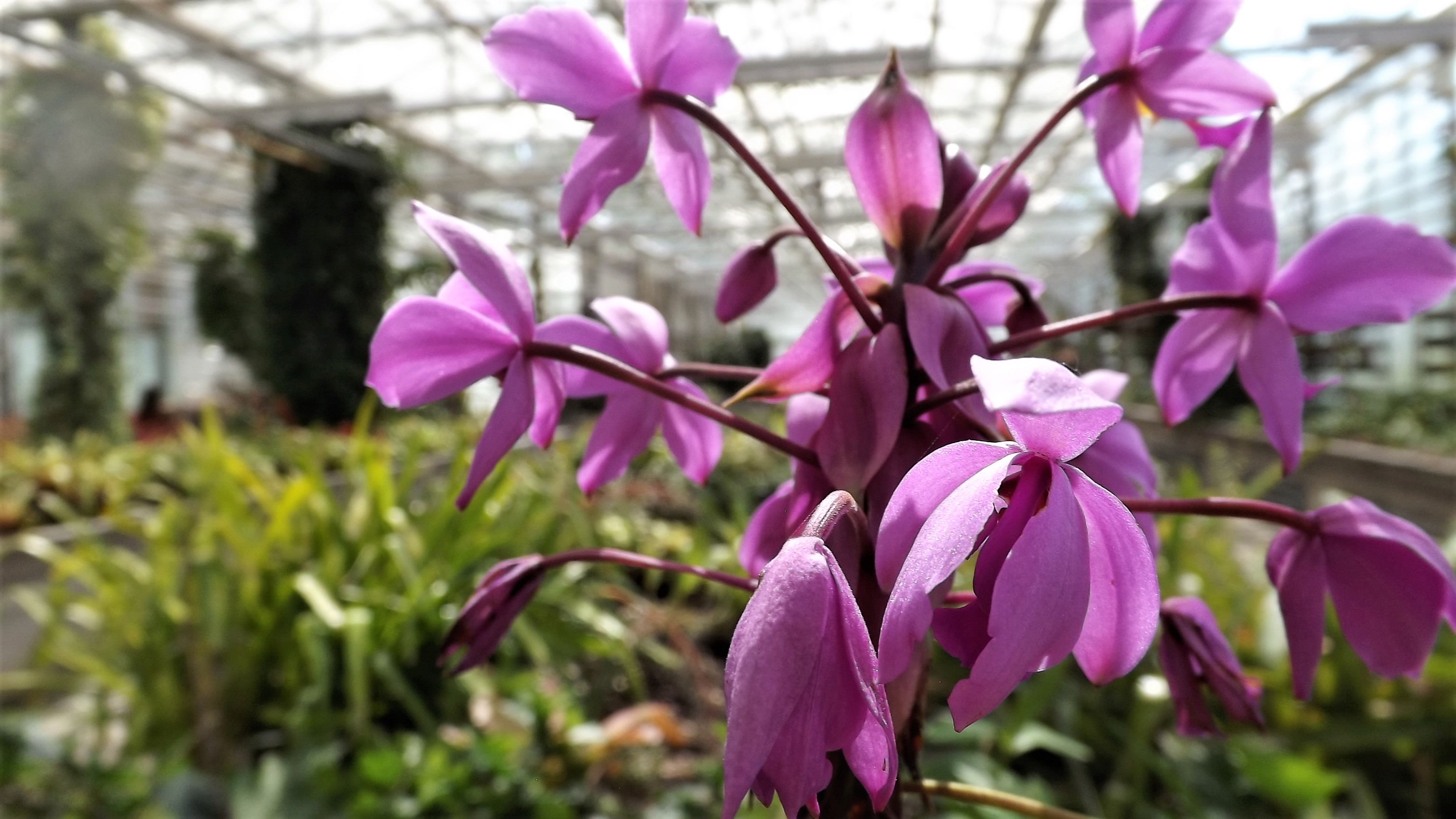
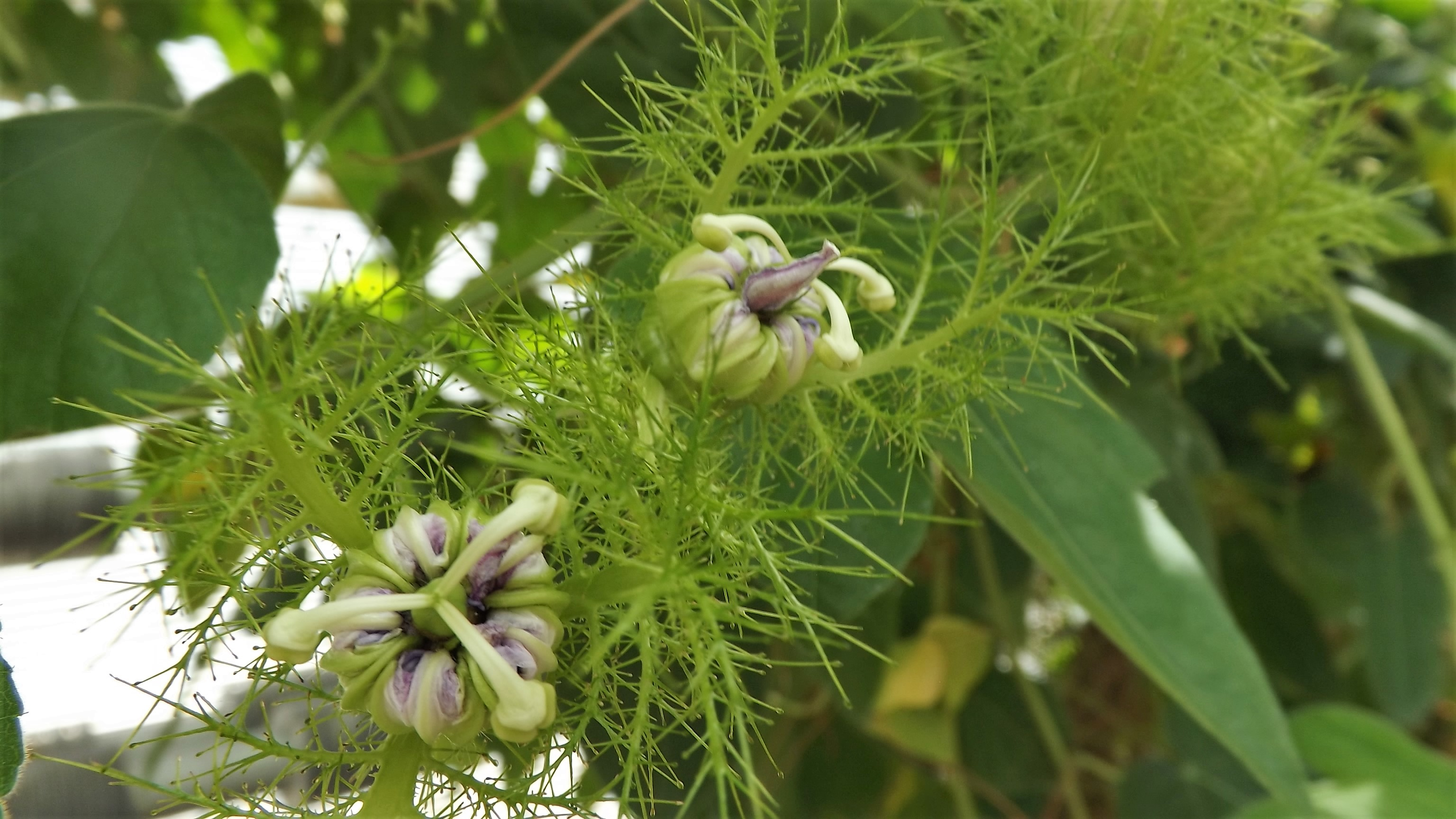
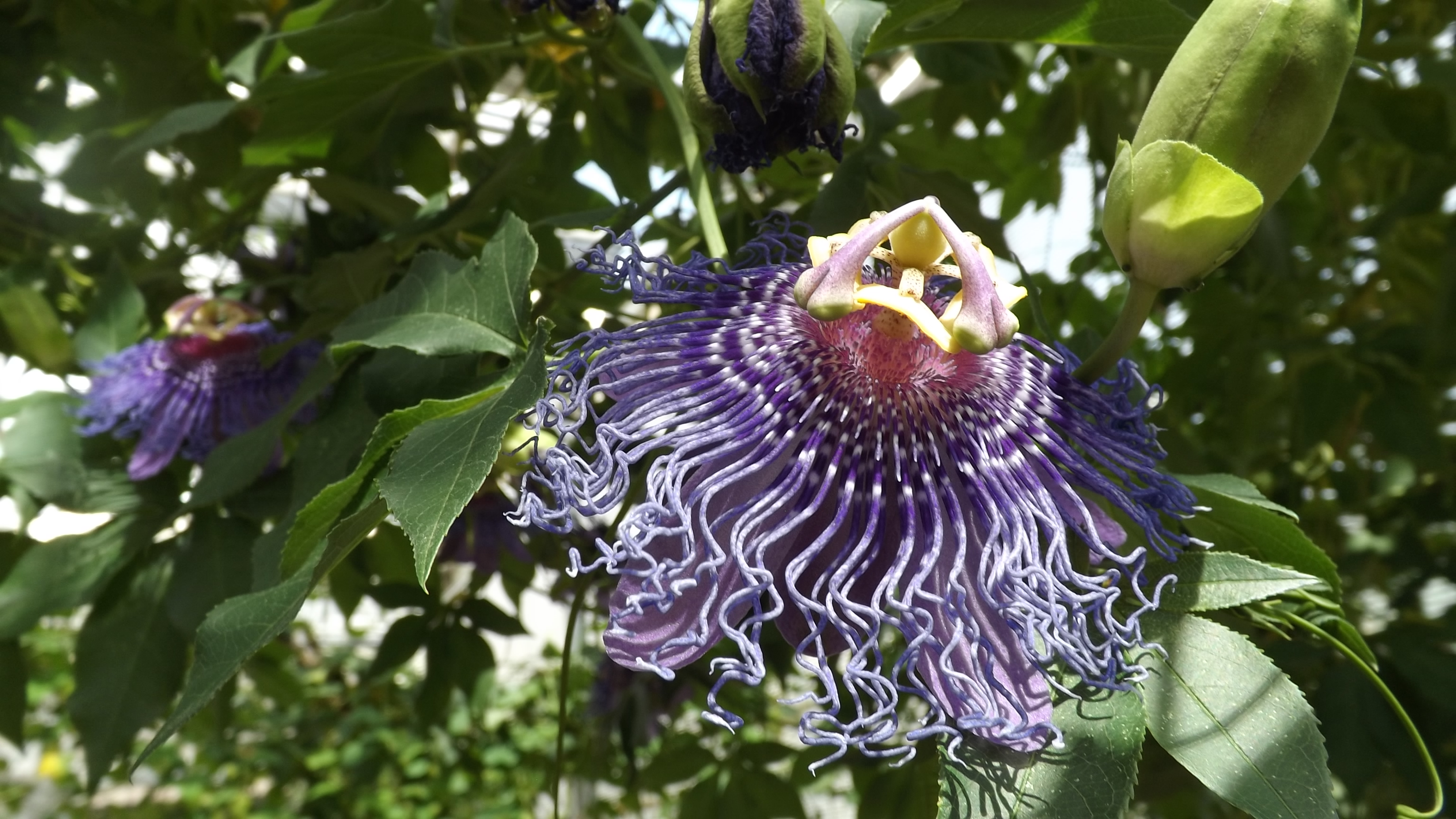
Golgotavirág (Passiflora edulis)
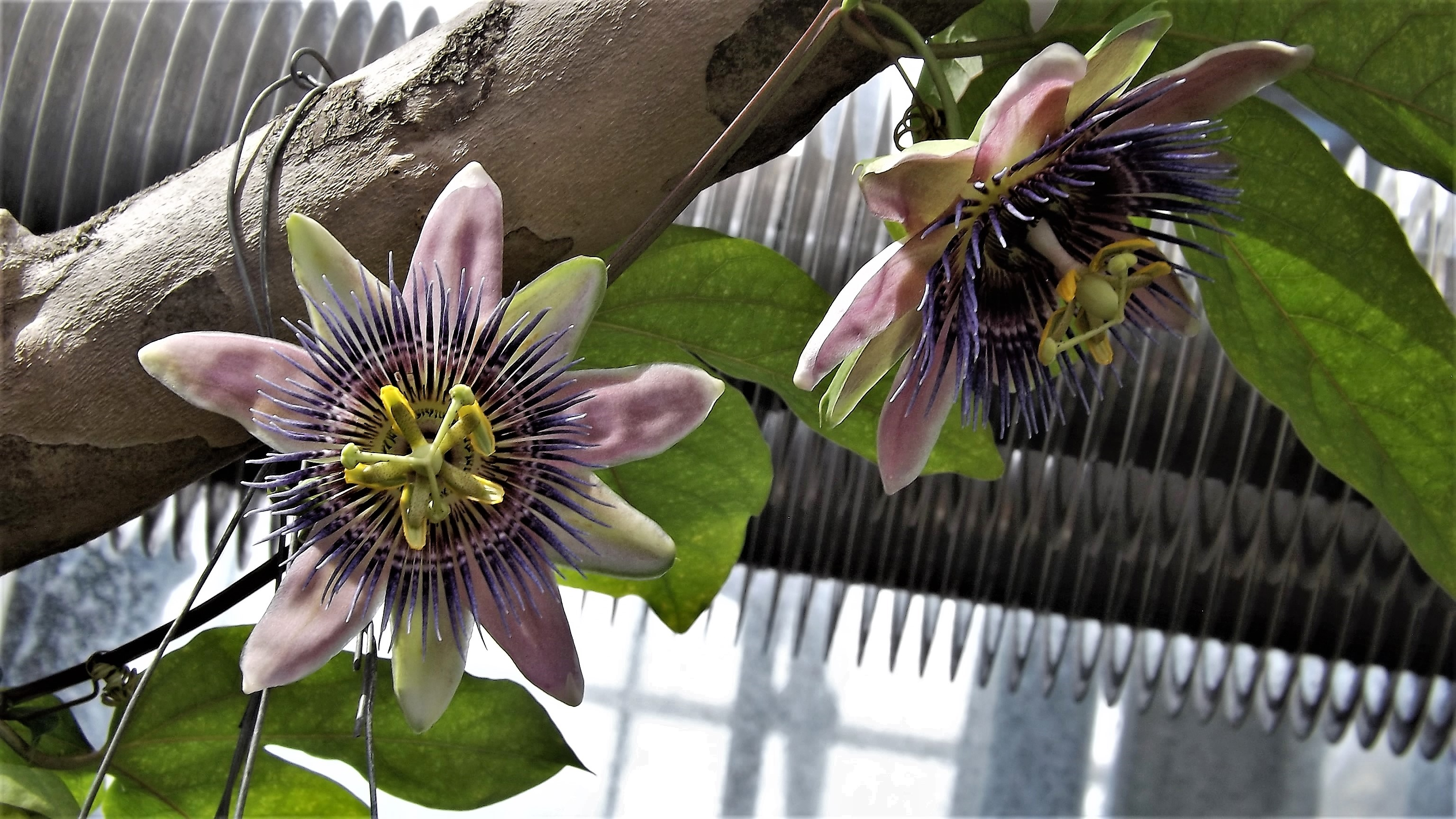
Golgotavirág
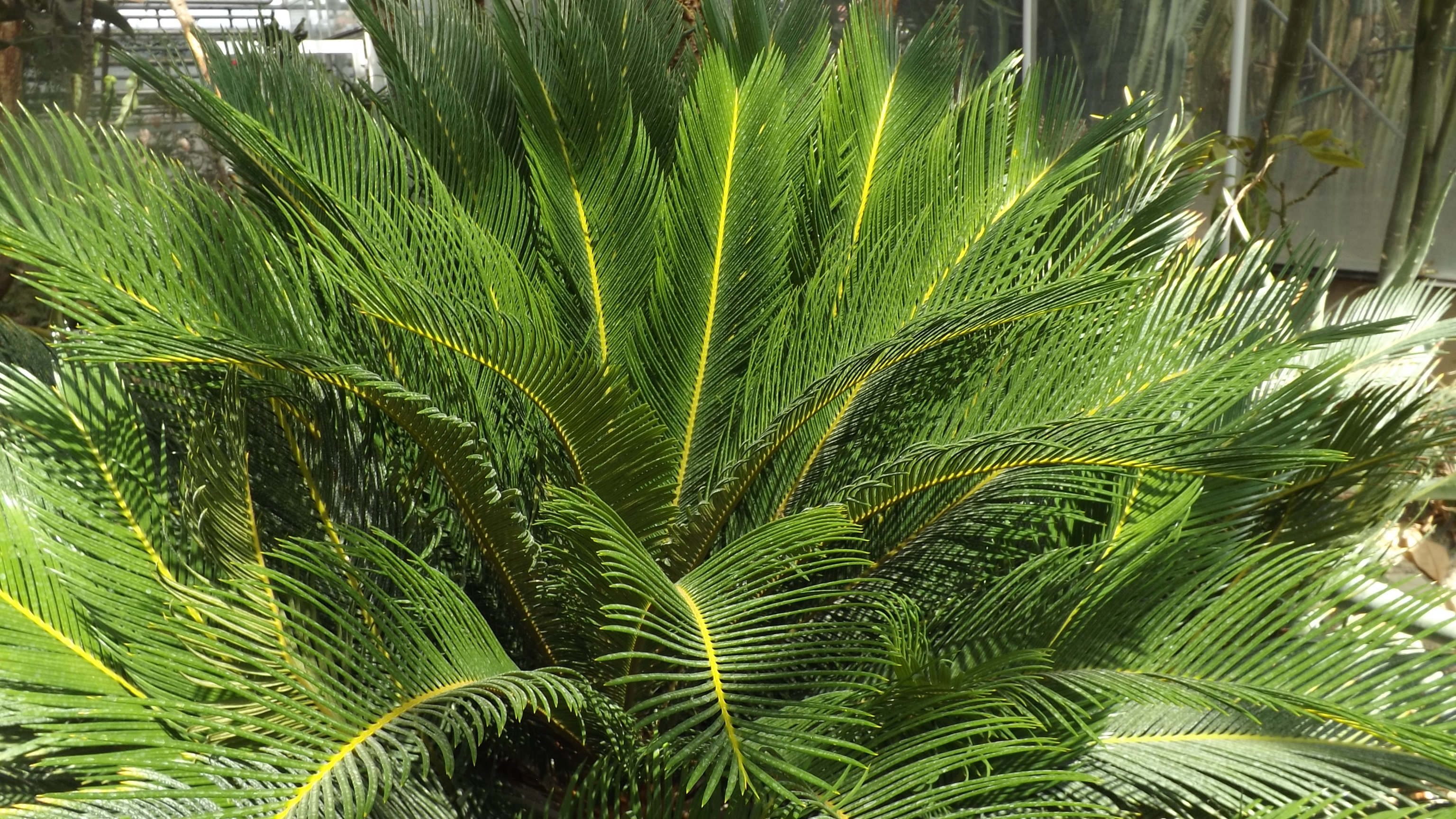
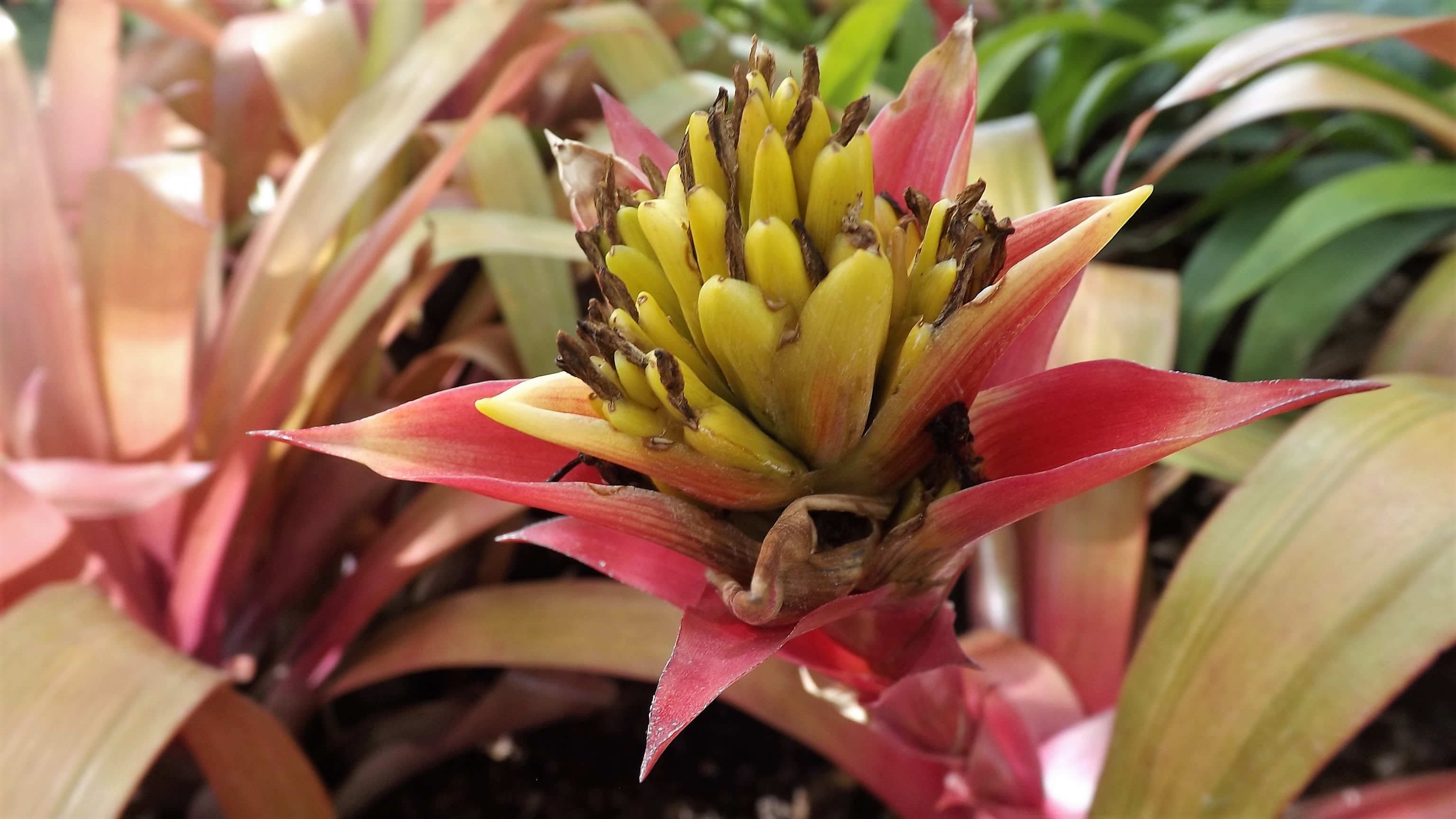
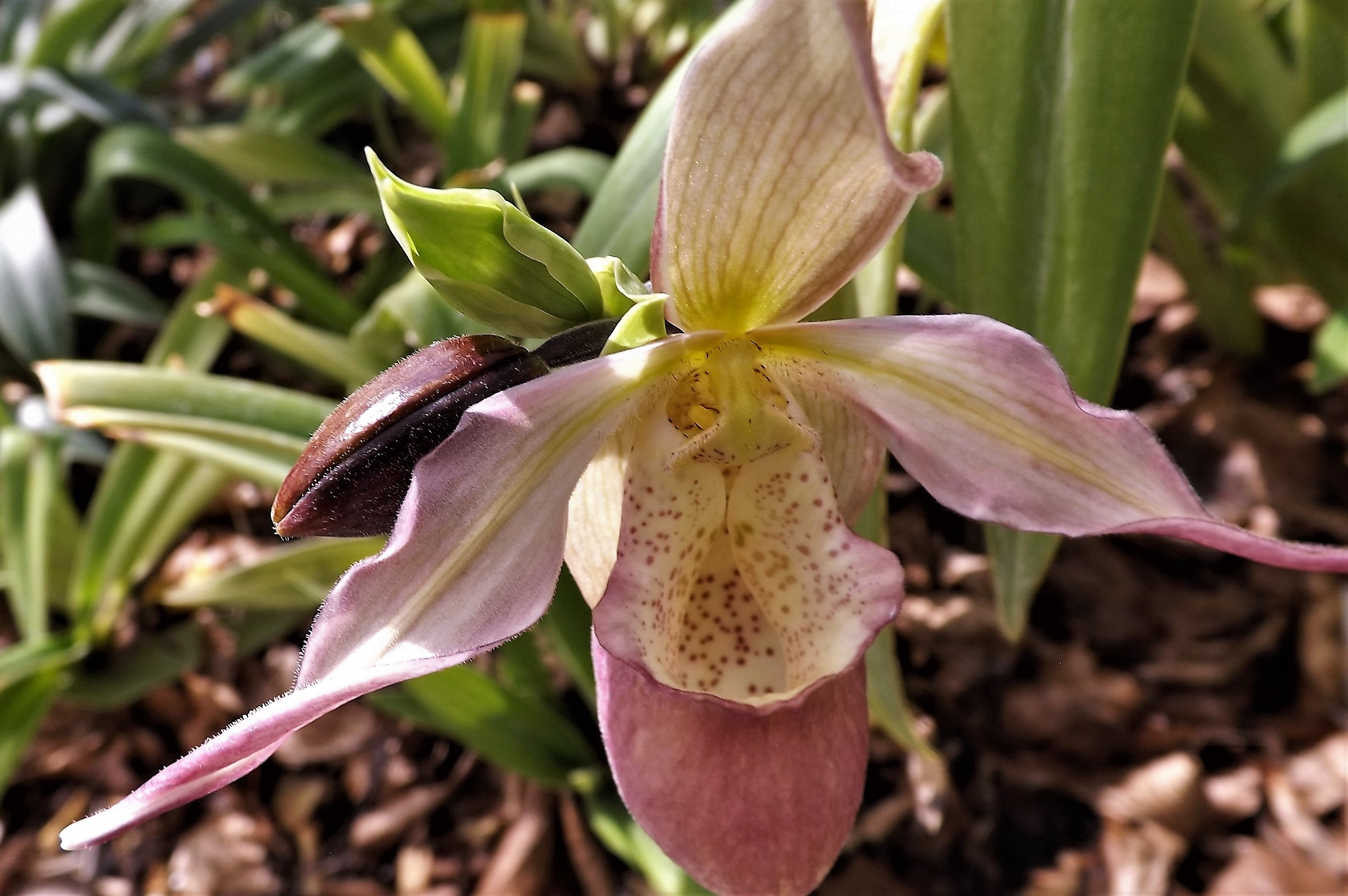
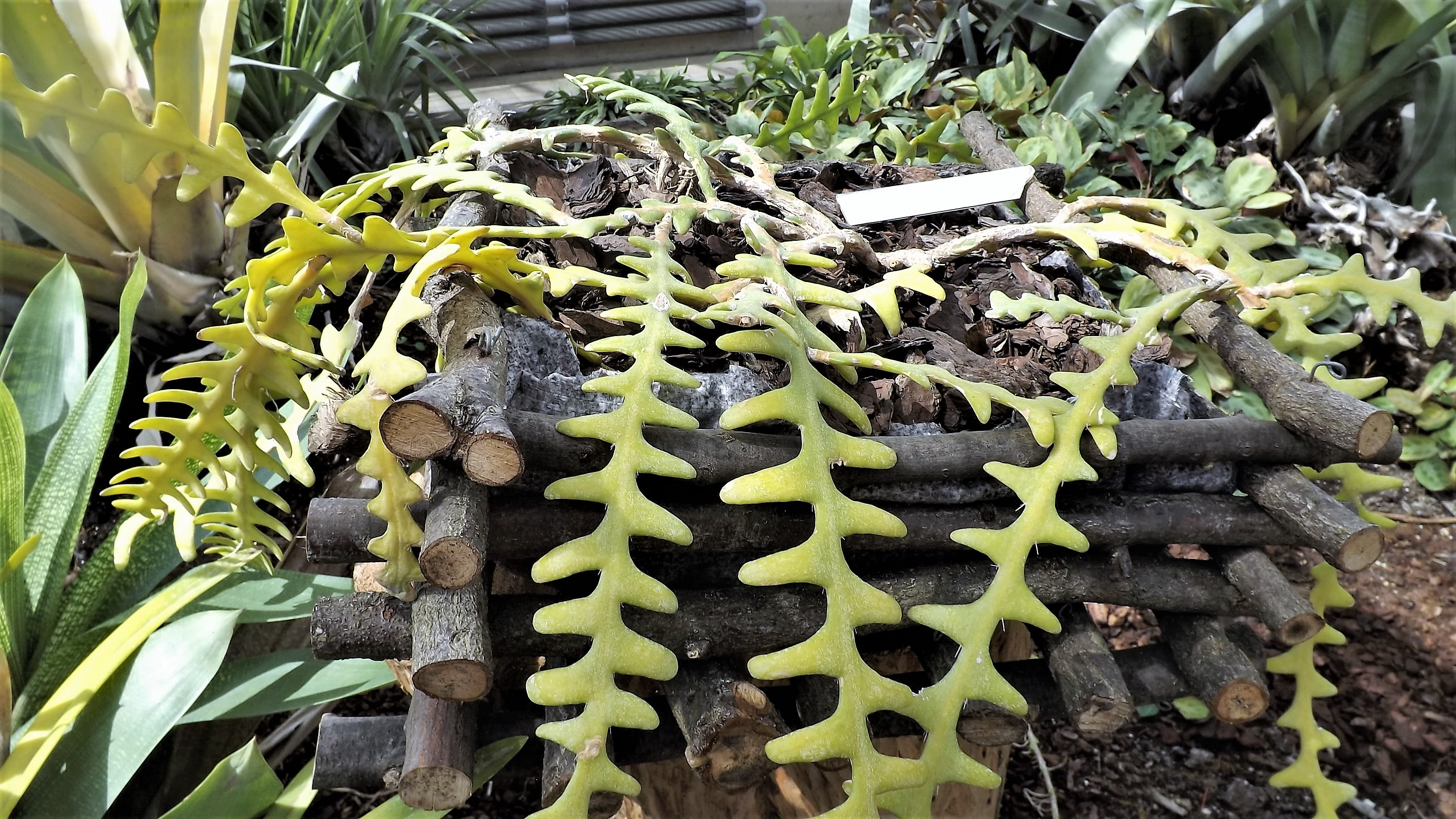

Az Üvegházi gyűjtemény kertbeli elhelyezkedése és néhány fajának bemutatása a botanikus kert honlapján

### Évelő-, sziklakerti és botanikai hagymás-gumós növénygyűjtemény
Közel 3100 féle évelő, valamint hagymás, gumós, rizómás növényt foglal magába ez a nagy gyűjtemény. A világ minden mérsékelt övi tájáról származó, főképp sziklalakó és gyepi fajok tartoznak a gyűjteménybe, azonban számos erdei növény is megtalálható közöttük. Felük Európa, harmaduk Ázsia, nyolcadrészük pedig az amerikai, afrikai és ausztrál kontinensek növényzetéből kerül ki. 
A kert két részében találhatók meg a gyűjteményhez tartozó növények: az egyik a gyűjteményes üvegházak előtt, a másik pedig növényföldrajzi beosztású sziklakertben.
Az Évelő-, sziklakerti és botanikai hagymás-gumós növénygyűjtemény kertbeli elhelyezkedése és rövid bemutatása a botanikus kert honlapján

## Állandó kiállítások

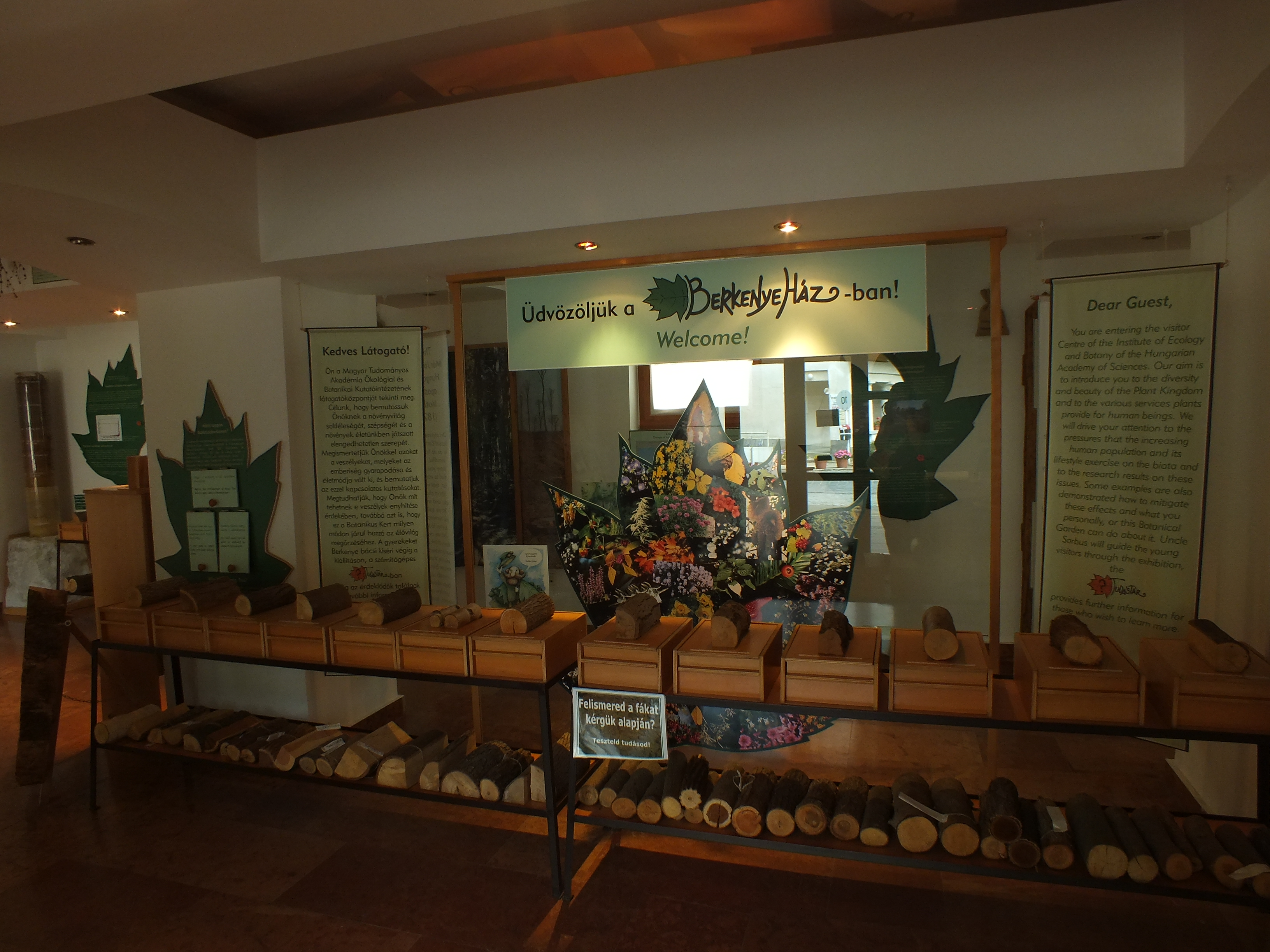
Berkenyeház, látogatóközpont

2007-ben új látogatóközpont, a Berkenyeház nyitotta meg kapuit a kert területén. Az állandó kiállítás szól a biológiai sokféleség életünkben betöltött szerepéről, rávilágít megőrzésének jelentőségére, és bemutatja azt is, miképp kapcsolódnak az ökológiai kutatások a globális környezeti krízis elemeihez, valamint bevezeti a látogatót a botanikus kertekben folyó munka rejtelmeibe.
A „Túl nagy lábon élünk” című, klímaváltozással és hatásaival foglalkozó kiállítás az üvegházaknál lévő Karbonházban kapott elhelyezést. Bemutatja az éghajlatváltozás jelentőségét és következményeit, annak élővilágra gyakorolt hatását és a megújuló energia típusait. A kiállítás célja, hogy a látogatókat az ember és természet kapcsolatának jobb megértésével környezettudatos cselekvésre késztesse. Hiszen naponta választunk életmódunkkal, apróbb döntéseinkkel, fogyasztási szokásainkkal.

## Pannon Magbank
2010-ben indították el az 5 éves Life+, vagyis a vadon élő növények génbanki megőrzéséért programot az Európai Unió és a Vidékfejlesztési Minisztérium támogatásával. A Pannon Magbank keretében a magminták bázis és aktív tárolás keretében kerülnek megőrzésre Tápiószelén, Vácrátóton és az Aggteleki Nemzeti Park területén lévő Esztramos-hegy bányaüregében. A projekthez kapcsolódó kiállításrész a Berkenyeházban 2013-ban készült el, mely játékos formában szól a projektről és a maggyűjtés fontosságáról.

## A botanikus kert térképén feltüntetett fák listája

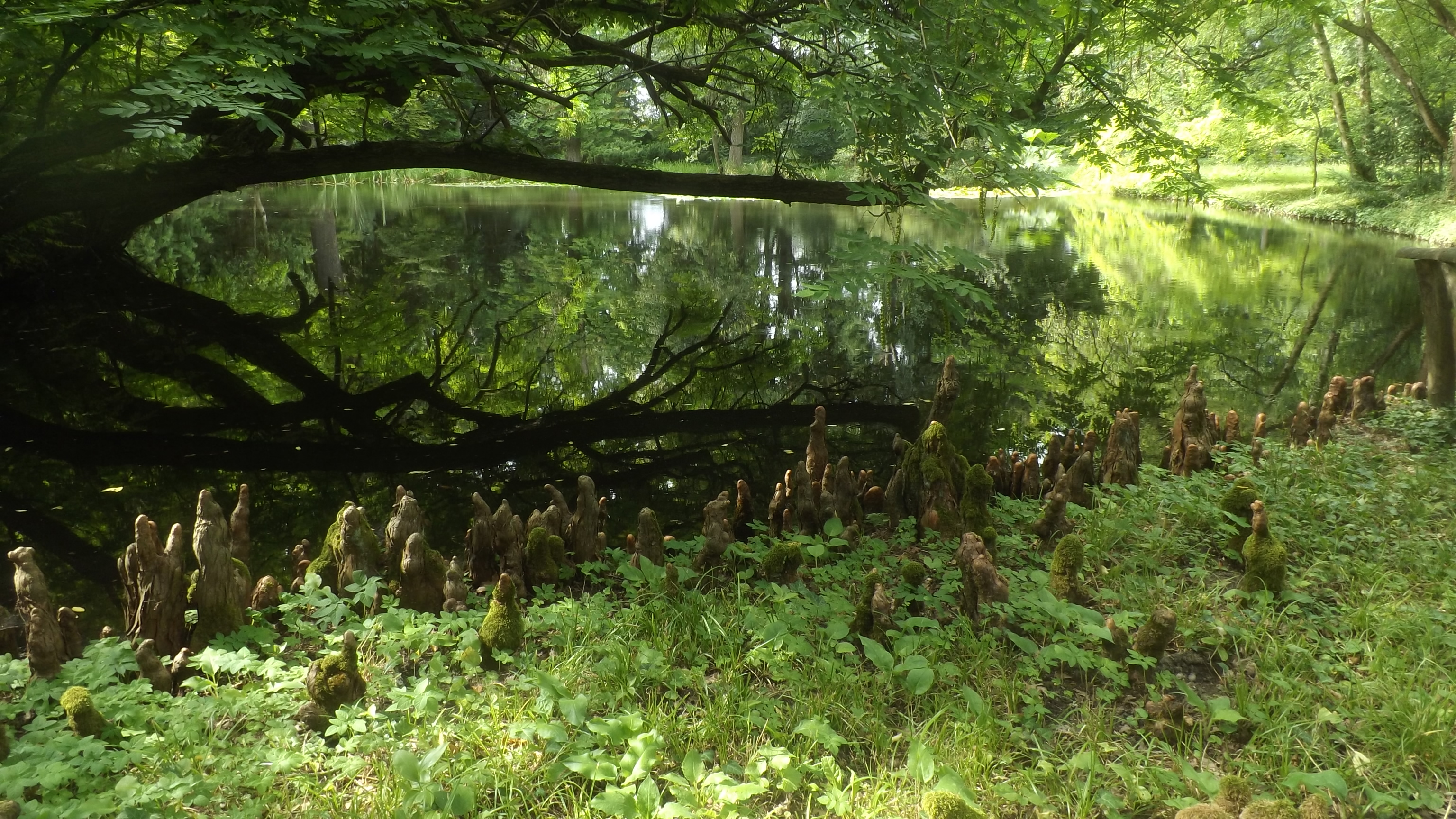
Vácrátóti botanikuskert dendrológiai részlete (Amerikai mocsárciprus, Taxodium distichum)

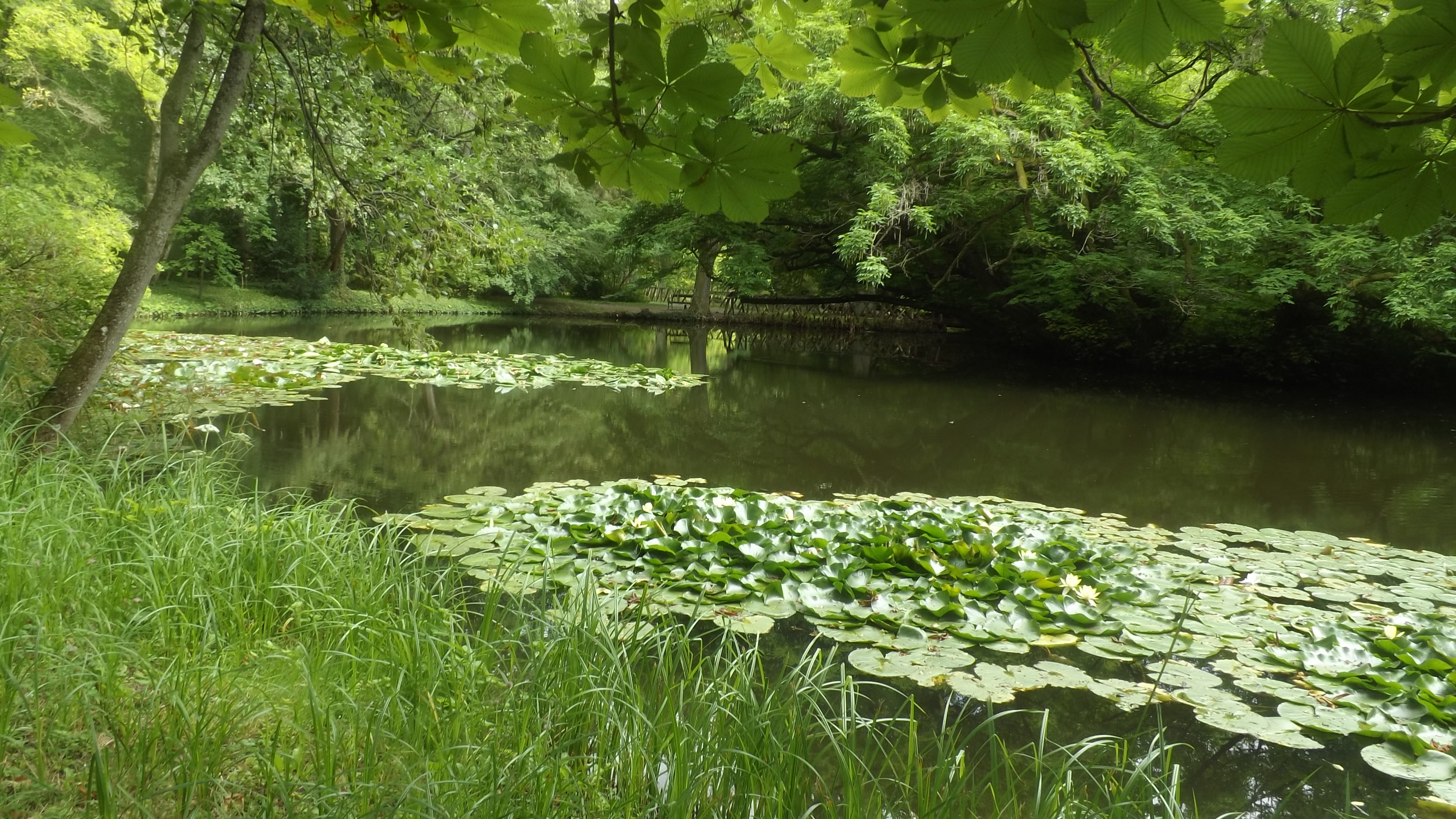
A botanikus kert részlete

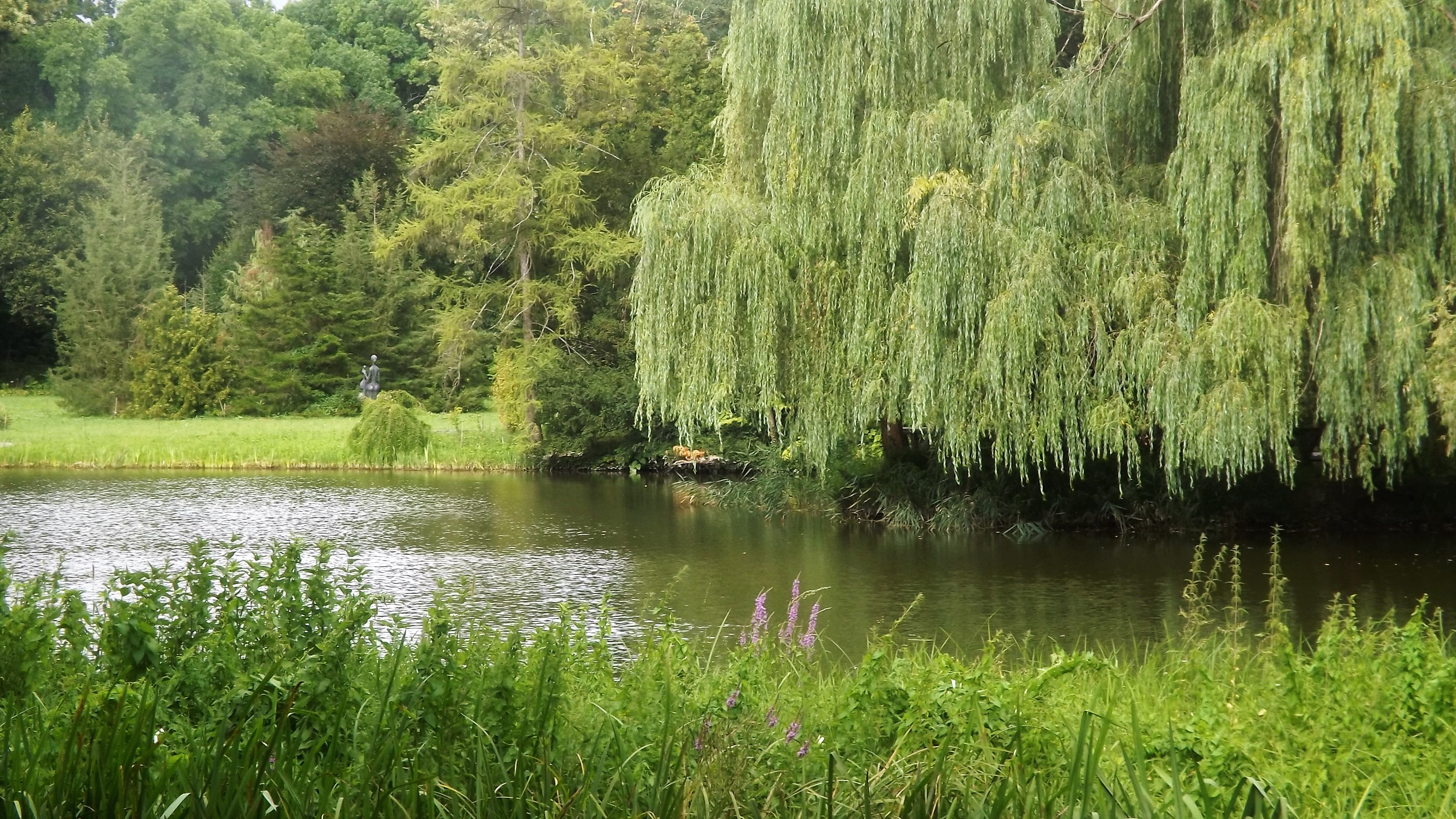
A botanikus kert egy részlete

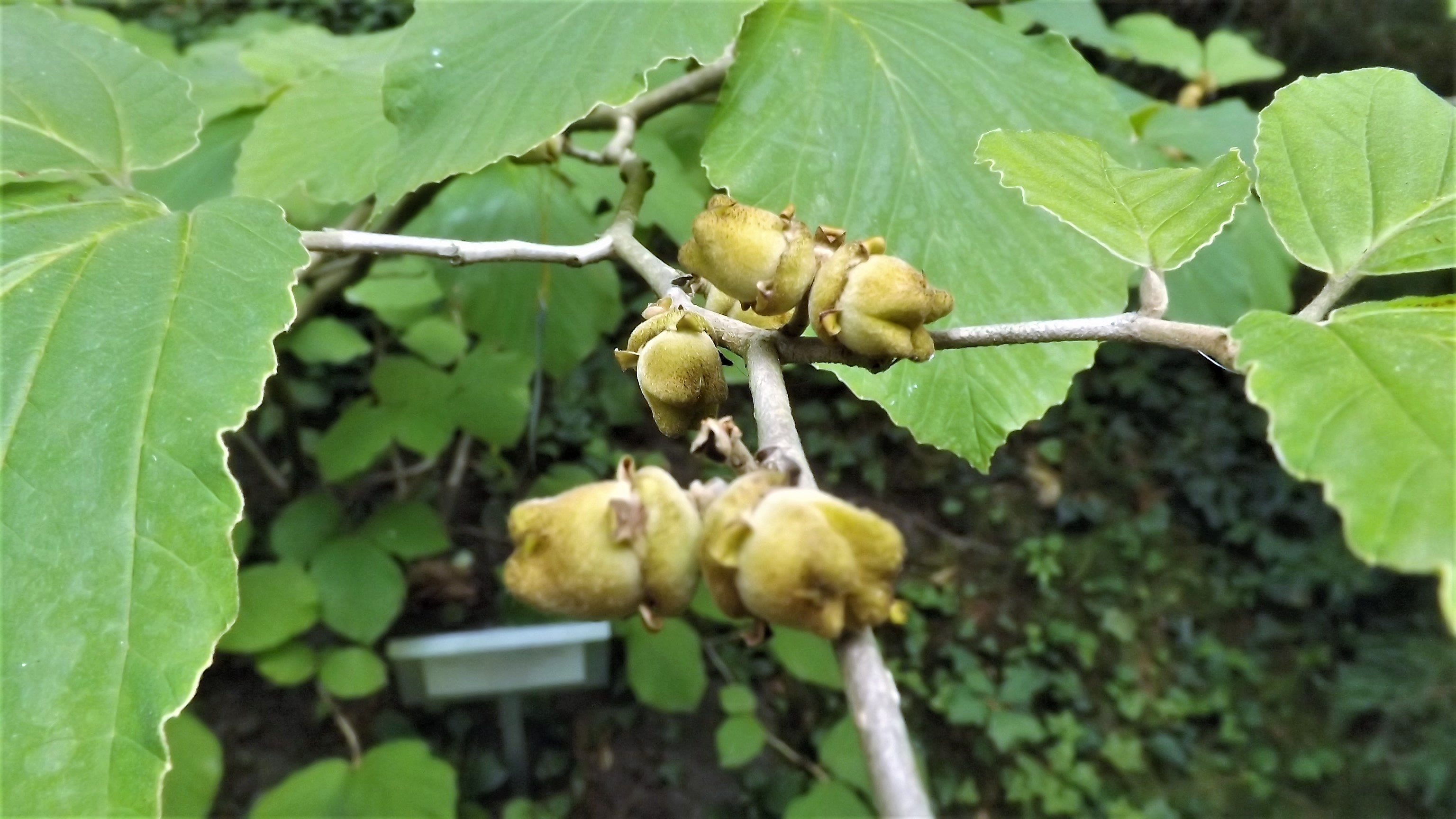
Kerti varázsmogyoró

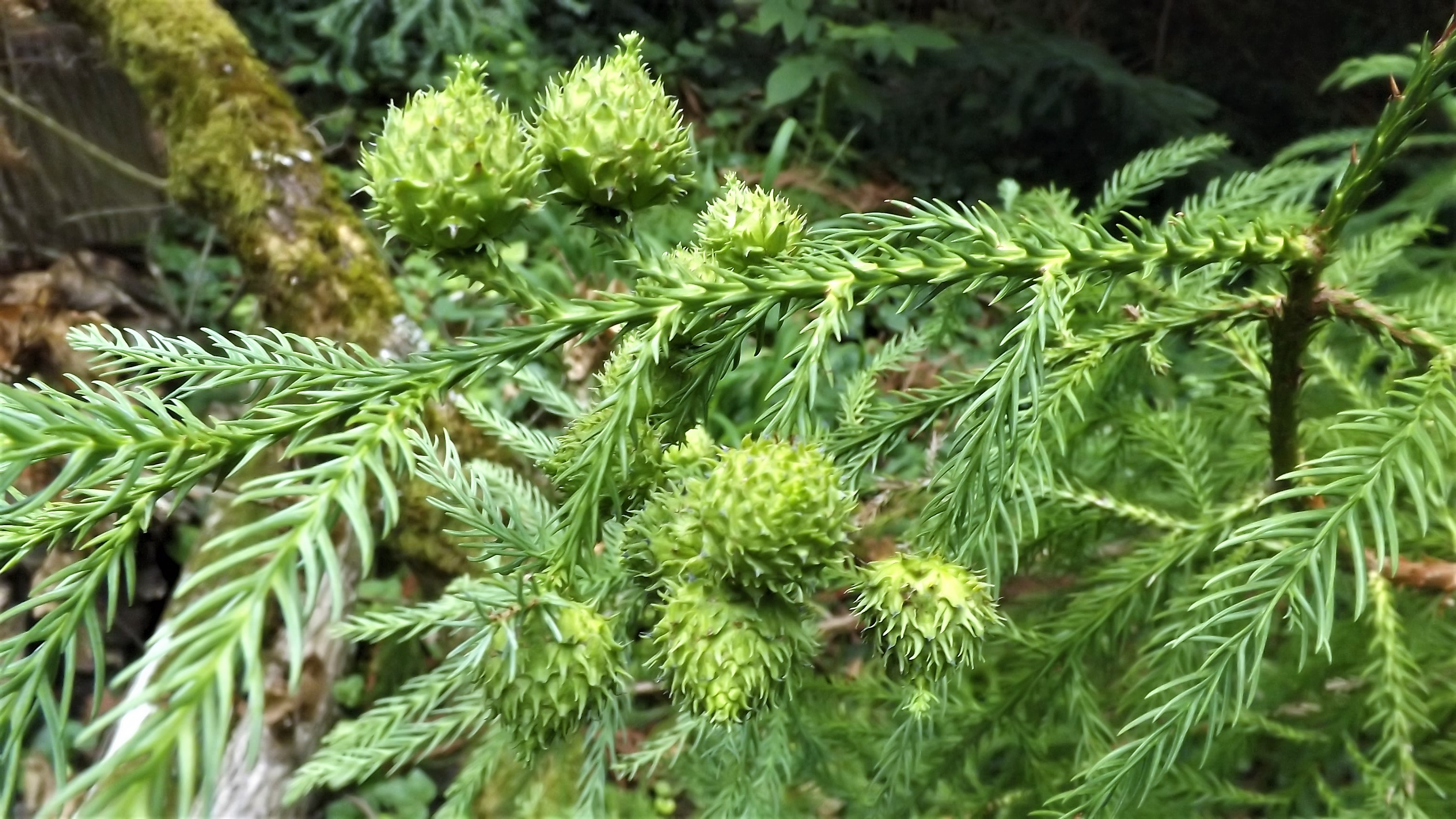
Vácrátót, részlet

Az utakon sétálva az alábbi fákkal és cserjékkel is találkozhatunk:
- feketefenyő (Pinus nigra),
- tiszafa (Taxus baccata),
- szomorú eperfa (Morus alba ’Pendula’),
- mátrai juhar (Acer acuminatilobum),
- húsos som (Cornus mas),
- japán parafa (Phellodendron japonicum),
- kacurafa (Cercidiphyllum japonicum),
- szomorú kőris (Fraxinus excelsior ’Pendula’)
- közönséges pagodafa (Sophora japonica),
- törökmogyoró (Corylus colurna),
- sárgafa (Cladrastis lutea),
- malonyai tuja (Thuja occidentalis ’Malonyana’)
- hemlokfenyő (Tsuga canadensis),
- áltiszafa (Cephalotaxus drupacea),
- vérjuhar (Acer platanoides ‘Schwedleri’),
- vérbükk (Fagus sylvatica ‘Atropunicea’),
- vérmogyoró (Corylus maxima ‘Purpurea’),
- ráncoslevelű bangita (Viburnum rhytidophyllum),
- libanoni tölgy (Quercus libani),
- gombcserje (Cephalanthus occidentalis),
- amerikai mocsárciprus (Taxodium distichum),
- kaukázusi szárnyasdió (Pterocarya fraxinifolia),
- teltvirágú bokrétafa (Aesculus hippocastanum ‘Baumannii’)
- közönséges gyertyán (Carpinus betulus),
- narancseper (Maclura pomifera),
- szeldeltlevelű bükk (Fagus sylvatica ‘Laciniata’),
- jezsámen csoport (Philadelphus sp.),
- magyar kőris (Fraxinus angustifolia ssp pannonica),
- európai bükk (Fagus sylvatica),
- fehér nyár (Populus alba),
- duglászfenyő (Pseudotsuga menziesii),
- tulipánfa (Liriodendron tulipifera),
- hegyi juhar (Acer pseudoplatanus),
- keleti luc (Picea orientalis),
- ötlevelű akebi (Akebia quinata),
- kocsányos tölgy (Quercus robur),
- kínai jegenyeboróka (Juniperus chinensis ’Keteleeri’),
- numídiai jegenyefenyő (algériai jegenyefenyő, Abies numidica),
- erdeifenyő (Pinus sylvestris),
- jegenyegyertyán (Carpinus betulus ‘Fastigiata’),
- lakkfa (Rhus verniciflua),
- vörös tölgy (Quercus rubra),
- szomorú gyertyán (Carpinus betulus ‘Pendula’),
- himalájai selyemfenyő (Pinus griffithii),
- francia orgona (kínai orgona, Syringa × chinensis),
- gyantásciprus (Libocedrus decurrens),
- Maack-lonc (Lonicera maackii),
- szépségcserje (Kolkwitzia amabilis),
- korai lepkecserje (Buddleia alternifolia),
- Carles-bangita (Viburnum carlesii),
- Nikko-juhar (Acer nikoense),
- Hetzi-boróka (Juniperus media ’Hetzii’),
- császártölgy (Quercus dentata),
- Dávid-fenyő (Pinus armandii),
- kínai jegenyenyár (Populus simonii ‘Fastigiata’),
- keleti ámbrafa (Liquidambar orientalis),
- csavartágú mogyoró (Corylus avellana ‘Contorta’),
- fehér visztéria (Wisteria floribunda ‘Alba’),
- közönséges platánfa (boglárfa, Platanus acerifolia)
- páfrányfenyő (Ginkgo biloba),
- kobusi liliomfa (Magnolia kobus),
- szeldeltlevelű ezüstjuhar (Acer saccharinum ‘Wieri’),
- amerikai vasfa (Gymnocladus dioicus),
- szomorú bükk (Fagus sylvatica ‘Pendula’),
- keleti fafojtó (Celastrus orbiculatus),
- háromkaréjú vadszőlő (Parthenocissus tricuspidata),
- korai juhar (Acer platanoides),
- virginiai boróka (Juniperus virginiana),
- fekete dió (Juglans nigra),
- szecsuani ősfenyő (Metasequoia glyptostroboides),
- cukorjuhar (Acer saccharum)
- magyar tölgy (Quercus frainetto),
- nyugati ostorfa (Celtis occidentalis),
- hárs csoport (Tilia sp.),
- amerikai kőris (Fraxinus americana).

A botanikus kert térképe és a rajta feltüntetett fák a kert honlapján